# William Howard Taft
William Howard Taft (Cincinnati, 15 de septiembre de 1857-Washington, D. C., 8 de marzo de 1930) fue el vigésimo séptimo presidente de los Estados Unidos (1909-1913) y el décimo presidente de la Corte Suprema (1921-1930). Es la única persona en la historia de Estados Unidos que ha desempeñado ambos cargos.
Nació en 1857 en Cincinnati en el seno de la familia Taft, de larga tradición en el poder en Estados Unidos. Su padre, Alphonso Taft, fue un prominente político republicano, que desempeñó los cargos de secretario de Guerra y fiscal general de los Estados Unidos. William Taft se graduó en Derecho en la Universidad de Yale. Antes de ser presidente, Taft fue elegido para servir en el Tribunal Supremo de Cincinnati en 1887. En 1890 fue nombrado procurador general de los Estados Unidos y en 1891 juez de la Corte de Apelaciones del 6.º circuito. En 1901 el presidente William McKinley lo nombró gobernador general de Filipinas, en 1904 Secretario de la Guerra por el entonces presidente Theodore Roosevelt y en 1906 gobernador temporal de Cuba a petición del presidente de Cuba, Tomás Estrada Palma, para evitar una guerra interna en el país entre las diferentes tendencias políticas.[cita requerida]
Con la ayuda de Roosevelt, Taft tuvo poca oposición a la nominación republicana a la presidencia en 1908 y derrotó fácilmente a William Jennings Bryan para la presidencia en las elecciones de noviembre. Educado en Yale fue elegido en 1909 para presidente de los Estados Unidos, sucediendo en el cargo a Roosevelt. Durante su mandato el Congreso aprobó dos importantes enmiendas: la decimosexta, por la que se podía recaudar impuestos deduciéndolos directamente de la renta, y la decimoséptima, por la que se podía elegir directamente a los senadores. En octubre de ese mismo año concedió dos entrevistas: la primera en El Paso, Texas y la última en Ciudad Juárez, realizada en la aduana fronteriza, ubicada en la avenida 16 de septiembre, siendo así, las primeras entrevistas hechas en la frontera sur de Estados Unidos y en México, al hacer una visita de Estado al entonces presidente mexicano Porfirio Díaz. De igual forma, durante el gobierno de Francisco I. Madero tuvo quejas respecto a las amenazas del embajador Henry Lane Wilson, quien apoyó al general Victoriano Huerta en consumar su traición. Años después también conoció al presidente mexicano Plutarco Elías Calles.
En la Casa Blanca, se enfocó en el este de Asia más que en los asuntos europeos e intervino repetidamente para apoyar o derrocar a los gobiernos latinoamericanos. Taft buscó reducciones en los aranceles comerciales , entonces una fuente importante de ingresos gubernamentales, pero el proyecto de ley resultante estuvo fuertemente influenciado por intereses especiales. Su administración estuvo llena de conflictos entre el ala conservadora del Partido Republicano, con la que Taft simpatizaba a menudo, y su ala progresista, hacia la que Roosevelt se movía cada vez más. Roosevelt desafió a Taft para la reelección en 1912. Taft usó su control de la maquinaria del partido para ganar una mayoría mínima de delegados y Roosevelt rompió relaciones con el partido. La división dejó a Taft con pocas posibilidades de una reelección, y solo se llevó a Utah y Vermont en contra de la victoria de Woodrow Wilson en las elecciones de 1912.[cita requerida]

## Biografía

### Primeros años
William Howard Taft nació el 15 de septiembre de 1857 en Cincinnati, Ohio, hijo de Alphonso Taft y Louise Torrey. La familia Taft no era particularmente adinerada y vivía en una casa modesta en el suburbio de Mount Auburn. Alphonso se desempeñó como juez y embajador, y fue además secretario de Guerra y fiscal general de los Estados Unidos bajo el presidente Ulysses S. Grant.
William Taft no fue considerado un niño brillante, pero era un trabajador incansable; sus padres que fueron bastante exigentes lo motivaron a él y a sus cuatro hermanos a alcanzar el éxito, sin aceptar menos. Asistió a la escuela secundaria Woodward en Cincinnati. En la Universidad de Yale, donde ingresó en 1874, el robusto y jovial Taft era popular y destacaba como campeón de lucha en la categoría de peso pesado en competencias estudiantiles. Un compañero de clase afirmó que logró sus éxitos a través del esfuerzo y la dedicación en lugar de ser el más inteligente, y que siempre mantuvo su integridad. Fue aceptado como miembro de Skull and Bones, la sociedad secreta de Yale cofundada por su padre. Es uno de los tres presidentes de Estados Unidos, que junto con George H W Bush y George W. Bush, pertenecieron como miembros de esta sociedad. En 1878, Taft se graduó segundo en su clase entre 121 alumnos. Asistió a la Facultad de Derecho de Cincinnati,  y se graduó con una Licenciatura en Derecho en 1880. Mientras estaba en la facultad de derecho, trabajó en el periódico The Cincinnati Commercial, editado por Murat Halstead. Taft fue asignado para cubrir las noticias en los tribunales locales y también pasó su tiempo libre leyendo libro derecho en la oficina de su padre; ambas actividades le dieron un conocimiento práctico de la ley que no se enseñaba en las clase. Poco antes de graduarse de la facultad de derecho, Taft fue a Columbus para tomar el examen de abogacía y lo aprobó fácilmente.

### Juez de Ohio

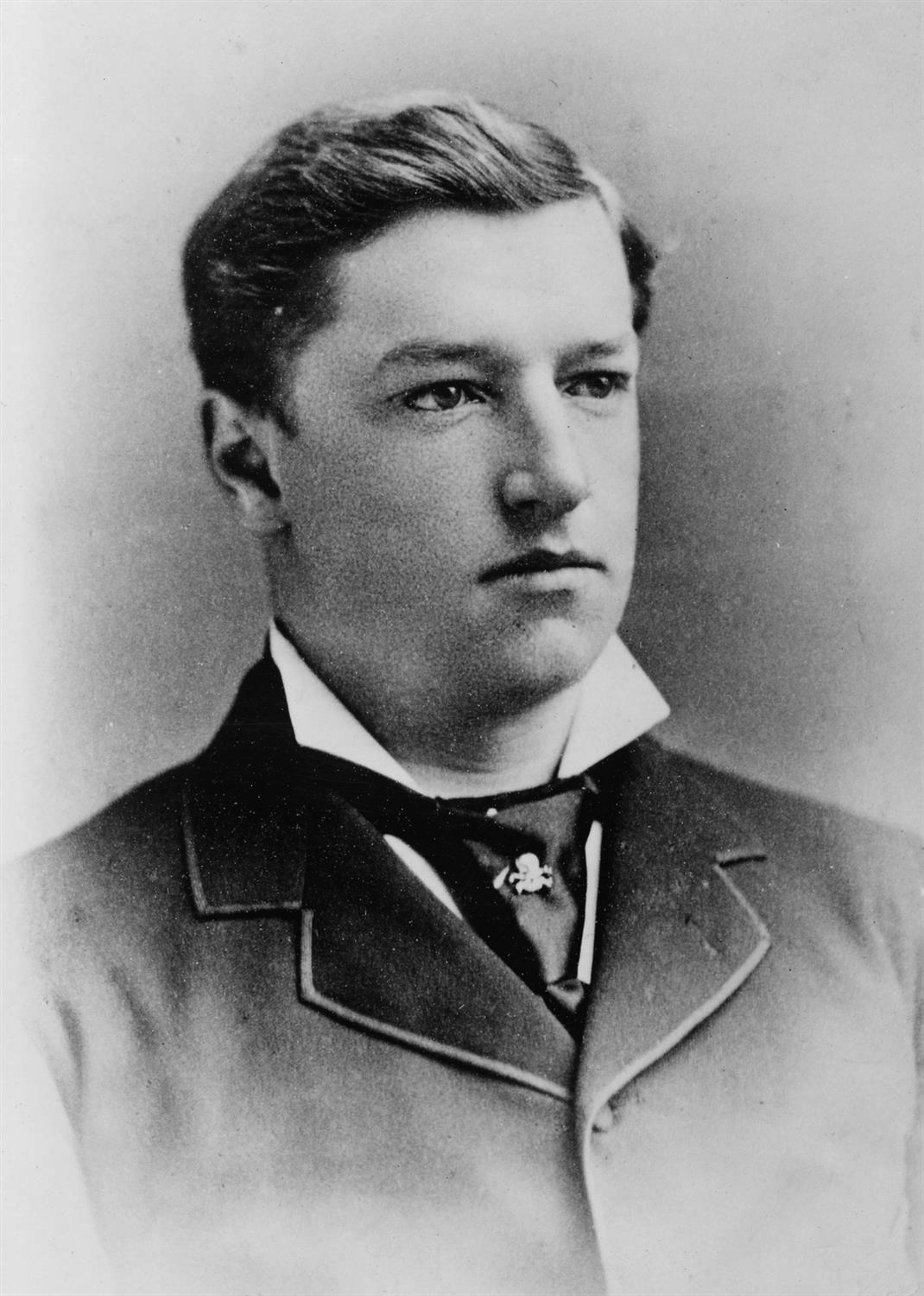
Taft en 1878 cuando aún era estudiante.

Después de su admisión, Taft se dedicó a tiempo completo a su trabajo en Cincinnati Commercial. Halstead estaba dispuesto a contratarle de forma permanente con un salario mayor si renunciaba a continuar con sus estudios, pero Taft se negó. En octubre de 1880, Taft fue nombrado fiscal adjunto del condado de Hamilton y asumió el cargo en enero siguiente.  Renunció en enero de 1882 después de que el presidente Chester A. Arthur lo nombrara como recaudador de impuestos internos para el primer distrito de Ohio, un área centrada en Cincinnati. Taft se negó a despedir a los empleados competentes que no estaban favorecidos políticamente y terminó renunciando al puesto de recaudador en marzo de 1883, le escribió al presidente Arthur que deseaba comenzar su práctica privada en Cincinnati. En 1884, Taft hizo campaña a favor del candidato republicano a la presidencia, el senador de Maine James G. Blaine, quien perdió ante el gobernador del estado de Nueva York, Grover Cleveland.
En 1887, Taft, que entonces tenía 29 años, fue designado para una vacante en el Tribunal Superior de Cincinnati por el gobernador Joseph B. Foraker. El nombramiento fue válido por poco más de un año, después del cual tendría que enfrentarse a los votantes, y en abril de 1888 se presentó a las elecciones por primera vez en su vida. Fue elegido por un período completo de cinco años. Sobreviven unas dos docenas de opiniones de Taft como juez estatal, la más significativa es Moores & Co. v. Bricklayers' Union No. 1 (1889) aunque solo sea porque se usó en su contra cuando se postuló para presidente en 1908. El caso involucraba a varios obreros de la construcción que se negaron a trabajar para cualquier firma que tratara con una empresa llamada Parker Brothers, con la que estaban en disputa. Taft dictaminó que la acción del sindicato equivalía a un boicot secundario, que era ilegal.

### Matrimonio
No está claro cuándo Taft conoció a Helen Herron, a menudo llamada Nellie, pero no fue hasta más tarde de 1880, cuando ella mencionó en su diario que había recibido una invitación de él para una fiesta. Para 1884, se encontraban con regularidad y en 1885, después de un rechazo inicial, ella accedió a casarse con él. La boda tuvo lugar en la casa de los Herron el 19 de junio de 1886. William Taft se mantuvo fiel a su esposa durante los casi 44 años de matrimonio. Nellie Taft presionó a su esposo tanto como lo habían hecho sus padres, y podía ser muy franca con sus críticas. La pareja tuvo tres hijos, de los cuales el mayor, Robert , se convirtió en senador de los Estados Unidos.

### Procurador General de los Estados Unidos
Había un puesto vacante en la Corte Suprema de los Estados Unidos en 1889, y el gobernador Foraker sugirió que el presidente Harrison nombrara a Taft para ocuparlo. Taft tenía 32 años y su objetivo profesional siempre fue un puesto en la Corte Suprema. Buscó activamente el nombramiento, escribiendo a Foraker para instarlo a presionar su caso, mientras les decía a otros que era poco probable que lo consiguiera. En cambio, en 1890 se le nombró Procurador General de los Estados Unidos por el entonces presidente Benjamín Harrison. Cuando Taft llegó a Washington en febrero de 1890, la oficina había estado vacante durante dos meses y el trabajo se acumulaba. Trabajó para eliminar el atraso, mientras simultáneamente se educaba sobre la ley federal y los procedimientos que hasta entonces no había necesitado como juez del estado de Ohio.
El senador de Nueva York, William M. Evarts, ex secretario de Estado, había sido compañero de clase de Alphonso Taft en Yale. Evarts llamó para ver al hijo de su amigo tan pronto como Taft asumió el cargo, y William y Nellie Taft fueron presentados a la alta sociedad de Washington. Nellie Taft era ambiciosa, le molestaba que las personas con las que socializaba Taft eran principalmente jueces de la Corte Suprema, en lugar de los árbitros de la sociedad de Washington como Theodore Roosevelt, John Hay, Henry Cabot Lodge y sus esposas.
En 1891, Taft introdujo una nueva política: «confesión de error», mediante la cual el gobierno de los Estados Unidos concedería un caso en la Corte Suprema que había ganado en el tribunal bajo pero que el procurador general pensó que debería haber perdido. A pedido de Taft, la Corte Suprema revocó una condena por asesinato que, según Taft, se había basado en pruebas inadmisibles. La política continúa hasta el día de hoy.
Aunque Taft tuvo éxito como Procurador General, ganando 15 de los 18 casos que argumentó ante la Corte Suprema, se alegró cuando, en marzo de 1891, el Congreso de los Estados Unidos creó una nueva judicatura para cada una de las Cortes de Apelaciones de los Estados Unidos y Harrison lo designó para el Sexto Circuito, con sede en Cincinnati. En marzo de 1892, Taft renunció como procurador general para reanudar su carrera judicial. 

### Juez de la Corte de Apelaciones (1892-1900)
El nombramiento de Taft como juez federal fue vitalicio, lo que podría abrir la puerta a un posible ascenso a la Corte Suprema. Su medio hermano mayor, Charles, quien tuvo éxito en los negocios, complementó el salario del gobierno de Taft, lo que permitió que él, su esposa Nellie y su familia vivieran cómodamente. Los deberes de Taft implicaban presidir juicios en el circuito, que abarcaba Ohio, Míchigan, Kentucky y Tennessee, y colaborar con el juez de la Corte Suprema John Marshall Harlan, el juez de circuito y otros jueces del Sexto Circuito en la revisión de apelaciones. Durante este período, desde 1892 hasta 1900, Taft experimentó una gran satisfacción personal y profesional.
Según algunos historiadores la figura de Taft no ha sido tan conservadora como se pretende ver, «si bien Taft compartía los temores sobre el malestar social que dominaba a las clases medias durante la década de 1890, no era tan conservador como creían sus críticos. Apoyó el derecho de los trabajadores a organizarse y hacer huelga, y gobernó contra los patrones en varios casos de negligencia». Entre estos estaba Voight v. Baltimore & Ohio Southwestern Railway Co. La decisión de Taft para un trabajador lesionado en un accidente ferroviario violó la doctrina contemporánea de la libertad de contrato y fue posteriormente revocada por la Corte Suprema. Por otro lado, el veredicto de Taft en Estados Unidos v. Addyston Pipe and Steel Co.  fue confirmada por unanimidad por el tribunal superior. La opinión de Taft, en la que sostenía que una asociación de fabricantes de tuberías había violado la Ley Sherman Antimonopolio, fue descrita por Henry Pringle, su biógrafo, como «definitiva y específicamente revivida».
En 1896, Taft se convirtió en decano y profesor de propiedad en su alma mater, la Facultad de Derecho de Cincinnati, puesto que requería que preparara y diera conferencias de dos horas cada semana. Se dedicó a su facultad de derecho y estaba profundamente comprometido con la educación legal, introduciendo el método del caso en el plan de estudios. Como juez federal, Taft no podía involucrarse en política, pero la siguió de cerca, siendo partidario de los republicanos. Observó con cierta incredulidad cómo se desarrollaba la campaña del gobernador de Ohio, William McKinley, en 1894 y 1895, escribiendo «No puedo encontrar a nadie en Washington que lo quiera». En marzo de 1896, Taft se dio cuenta de que McKinley probablemente sería nominado y no lo apoyó en un principio. Aterrizó sólidamente en la campaña de McKinley después de que el exrepresentante de Nebraska, William Jennings Bryan, en julio de ese año fuera electo por la Convención Nacional Demócrata de 1896 con su discurso de la Cruz de Oro. Taft temía que la gente acumulara oro en previsión de una victoria de Bryan, pero no podía hacer nada más que preocuparse. McKinley fue elegido; cuando se abrió un lugar en la Corte Suprema en 1898, el único que se abrió bajo la presidencia de McKinley, el presidente nombró a Joseph McKenna.
Desde la década de 1890 hasta su muerte, Taft desempeñó un papel importante en la comunidad jurídica internacional. Participó activamente en muchas organizaciones, fue un líder en el movimiento mundial de arbitraje y enseñó derecho internacional en la Facultad de Derecho de Yale. Taft abogó por el establecimiento de una corte mundial de arbitraje apoyada por una fuerza policial internacional y es considerado un importante defensor del movimiento de "paz mundial a través de la ley". Una de las razones de su ruptura con Roosevelt en 1910 fue la insistencia de Roosevelt en que el arbitraje era una política ingenua y que solo la guerra podía decidir las principales disputas internacionales.

### Gobernador de Filipinas (1900-1902)

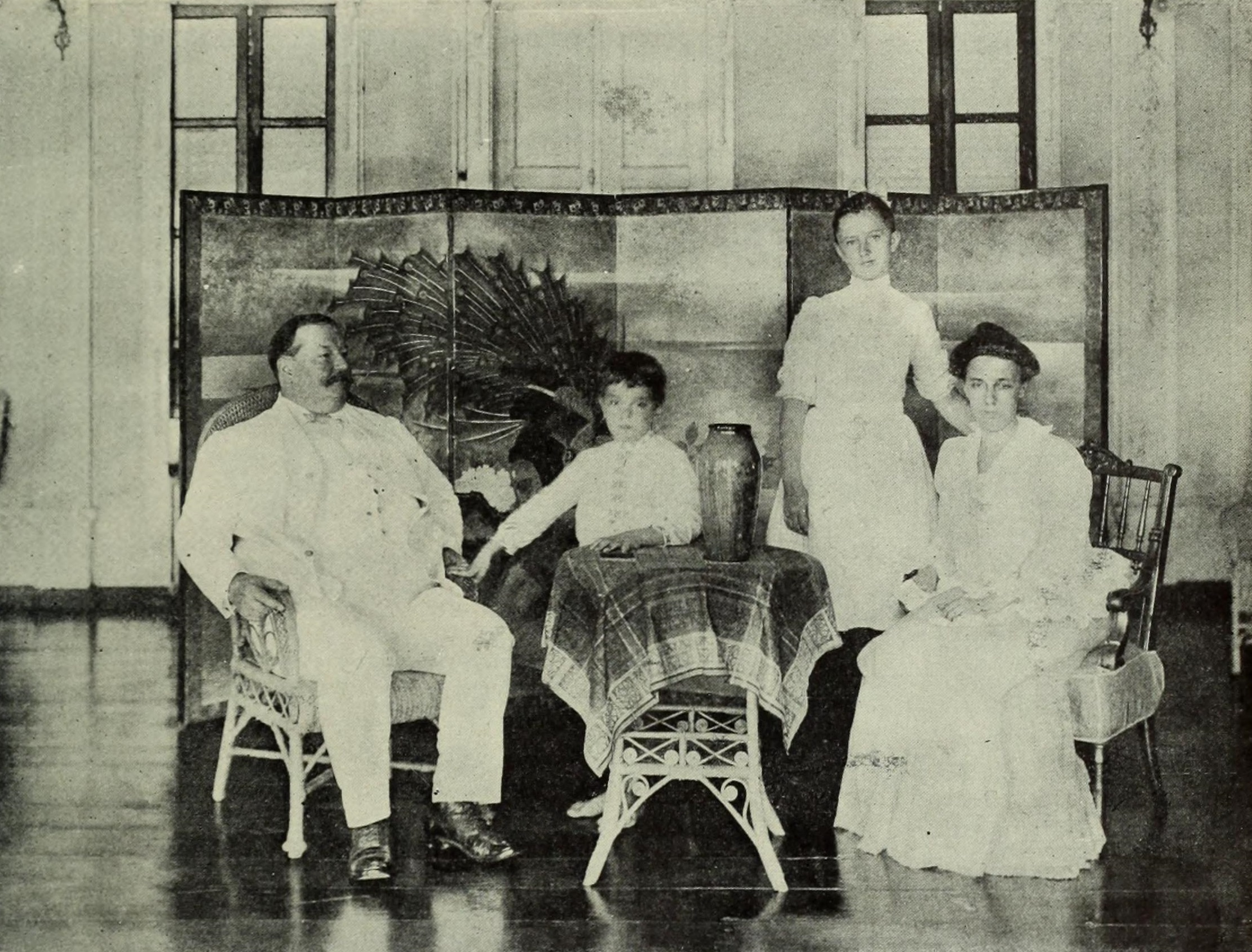
La familia Taft en su casa en Manila

En enero de 1900, Taft fue llamado a Washington por el presidente William McKinley. Taft aspiraba a ser nombrado miembro del Tribunal Supremo, pero en su lugar el presidente le propuso formar parte de la comisión encargada de organizar un gobierno civil en Filipinas. El presidente le aseguró que si cumplía con esta tarea, lo nombraría en la siguiente vacante en el alto tribunal. Taft aceptó y fue nombrado jefe de la comisión, zarpando hacia las islas en abril de 1900. En ese momento Estados Unidos estaba inmersa en la guerra filipino-estadounidense en la que los filipinos reclamaban su independencia.
Los filipinos luchaban por su independencia, pero las fuerzas estadounidenses, dirigidas por el gobernador militar, el general Arthur MacArthur Jr. tenían la ventaja en el año de 1900. Aunque el general MacArthur era reacio a cooperar con los miembros de la comisión se vio obligado a cooperar con Taft, ya que McKinley le había dado a la comisión el control del presupuesto militar de las islas. La comisión asumió el poder ejecutivo en Filipinas el 1 de septiembre de 1900; el 4 de julio de 1901, Taft se convirtió en gobernador civil. MacArthur, hasta entonces gobernador militar, fue relevado por el general Adna Chaffee, quien fue designado solo como comandante de las fuerzas estadounidenses. Como gobernador general, Taft supervisó los últimos meses de la fase primaria de la guerra entre Filipinas y Estados Unidos. Aprobó el uso de campos de concentración por parte del general James Franklin Bell en las provincias de Batangas y Laguna, y aceptó la rendición del general filipino Miguel Malvar el 16 de abril de 1902. En febrero de 1902, Taft testificó ante el Senado sobre Filipinas con respecto a presuntos delitos cometidos por el Cuerpo de Marines de Estados Unidos contra civiles filipinos; admitió que los marines habían cometido algunos delitos, como torturas, pero negó cualquier relación con los campos de concentración de Bell.
Taft vio la independencia de Filipina como algo a décadas de distancia de acontecer. Muchos estadounidenses en Filipinas veían a los lugareños como inferiores racialmente, pero Taft escribió poco antes de su llegada: "Proponemos desterrar esta idea de sus mentes". Taft no impuso la segregación racial en eventos oficiales y trató a los filipinos como iguales sociales. Nellie Taft recordó que "ni la política ni la raza deben influir en nuestra hospitalidad de ninguna manera".
McKinley fue asesinado en septiembre de 1901 y fue sucedido por Theodore Roosevelt. Taft y Roosevelt se hicieron amigos por primera vez alrededor de 1890, cuando Taft era procurador general y Roosevelt miembro de la Comisión del Servicio Civil de los Estados Unidos. Taft, después de la elección de McKinley, instó al nombramiento de Roosevelt como subsecretario de la Marina y vio cómo Roosevelt se convertía en un héroe de guerra, gobernador de Nueva York y vicepresidente de los Estados Unidos. Se reencontraron cuando Taft fue a Washington en enero de 1902 para recuperarse de dos operaciones provocadas por una infección. Allí, Taft testificó ante el Comité del Senado sobre Filipinas. Taft intentaba organizar una revolución agraria en Filipinas, quería que los agricultores filipinos tuvieran participación en el nuevo gobierno a través de la propiedad de la tierra, pero gran parte de la tierra cultivable estaba en aquellos momentos en manos de órdenes religiosas católicas de sacerdotes en su mayoría de procedencia españoles, que a menudo eran resentidos por los filipinos. Roosevelt hizo que Taft fuera a Roma para negociar con el Papa León XIII, comprar las tierras y organizar la retirada de los sacerdotes españoles, reemplazándolos por estadounidenses y entrenando a los lugareños como clérigos. Taft no logró resolver estos problemas en su visita a Roma, pero en 1903 se llegó a un acuerdo sobre ambos puntos.
A fines de 1902, Taft había escuchado de Roosevelt que quedaría vacante un puesto en la Corte Suprema pronto debido a la renuncia del juez George Shiras, y Roosevelt deseaba que Taft lo ocupara. Aunque este era el objetivo profesional de Taft, este mismo se negó porque sentía que su trabajo como gobernador aún no había terminado. Al año siguiente, Roosevelt le pidió a Taft que se convirtiera en Secretario de Guerra. Mientras el Departamento de Guerra administraba Filipinas, Taft seguiría siendo responsable de las islas, y Elihu Root, el titular, estaba dispuesto a posponer su partida hasta 1904, lo que le dio tiempo a Taft para concluir su trabajo en Manila. Después de consultarlo con su familia, Taft estuvo de acuerdo y navegó hacia los Estados Unidos en diciembre de 1903 para aceptar su nombramiento.

### Secretario de Guerra (1904-1908)

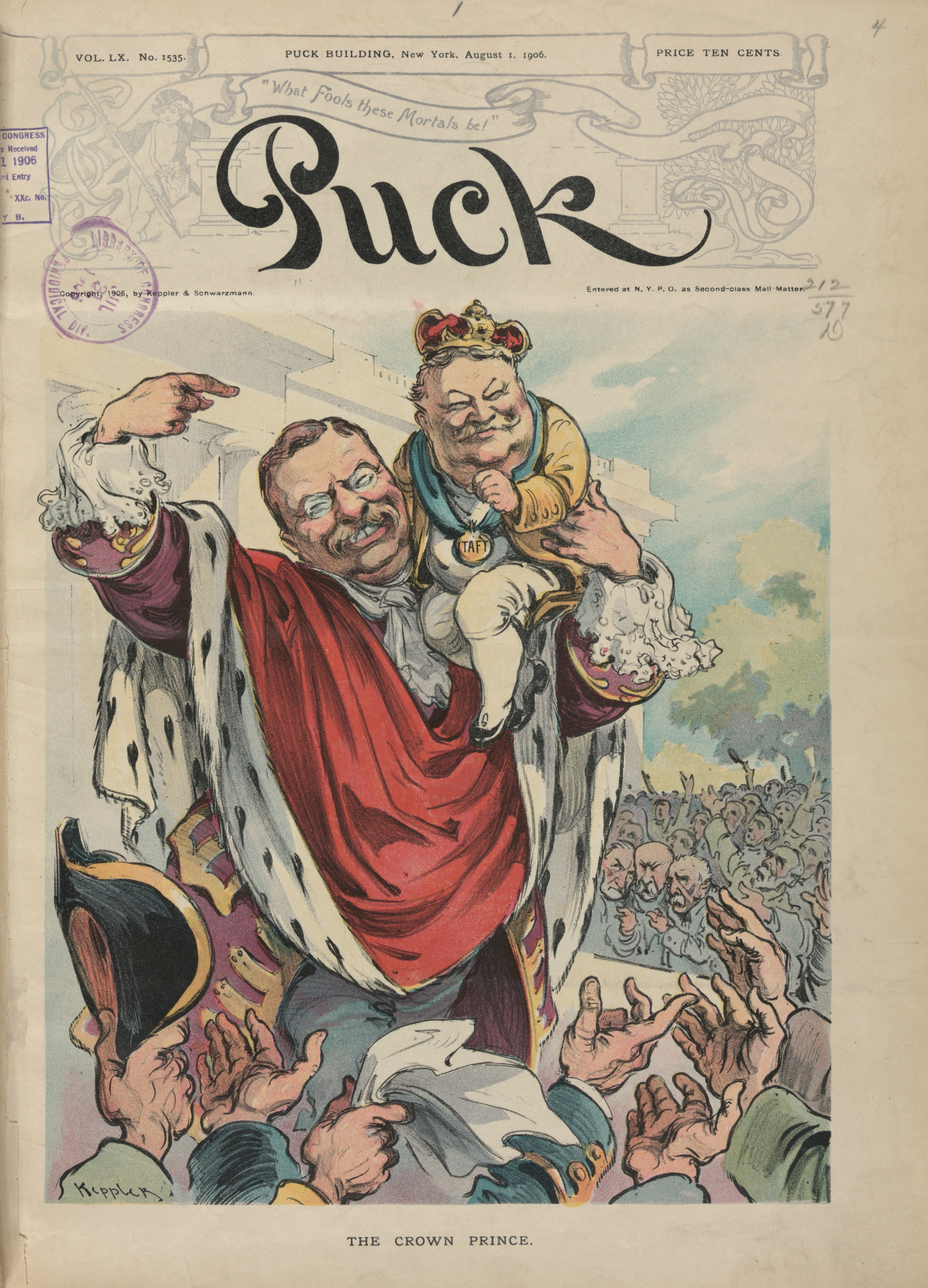
Roosevelt presenta a Taft como su príncipe heredero: caricatura de la portada de la revista Puck en 1906.

Cuando Taft asumió el cargo de Secretario de Guerra en enero de 1904, no se le pidió que pasara mucho tiempo administrando el ejército, cosa que el presidente se contentaba con hacer él mismo: Roosevelt quería a Taft como solucionador de problemas en situaciones difíciles, como asesor legal y para poder dar discursos de campaña mientras buscaba la elección por derecho propio. Taft defendió enérgicamente el historial de Roosevelt en sus discursos y escribió sobre los esfuerzos exitosos pero enérgicos del presidente para ganar las elecciones: "No me postularía para presidente si garantizara el cargo. Es horrible tener miedo de la propia sombra".
Entre 1905 y 1907, Taft llegó a un acuerdo con la probabilidad de que sería el próximo candidato republicano a la presidencia, aunque no planeaba hacer una campaña activa para ello. Cuando el juez Henry Billings Brown renunció en 1906, Taft no aceptó el puesto aunque Roosevelt se lo ofreció, un puesto que mantuvo Taft cuando se abrió otro puesto en 1906.  A Edith Roosevelt, la primera dama , no le gustó la creciente cercanía entre los dos hombres. , sintiendo que se parecían demasiado y que el presidente no ganaba mucho con los consejos de alguien que pocas veces lo contradecía.
Alternativamente, Taft quería ser presidente del Tribunal Supremo y vigilaba de cerca la salud del titular anciano, Melville Fuller , quien cumplió 75 años en 1908. Taft creía que Fuller probablemente viviría muchos años. Roosevelt había indicado que probablemente nombraría a Taft si se presentaba la oportunidad de ocupar el puesto central de la corte, pero algunos consideraban que el fiscal general Philander Knox era un mejor candidato. En cualquier caso, Fuller siguió siendo presidente del Tribunal Supremo durante la presidencia de Roosevelt.
Mediante la separación de Panamá de Colombia en 1903 y el Tratado Hay-Bunau-Varilla, Estados Unidos se había asegurado los derechos para construir un canal en el istmo de Panamá. La legislación que autorizaba la construcción no especificaba qué departamento gubernamental sería el responsable y Roosevelt designó al Departamento de Guerra. Taft viajó a Panamá en 1904, vio el sitio del canal y se reunió con algunos funcionarios panameños. La Comisión del Canal del Istmo tuvo problemas para mantener a su ingeniero jefe, y cuando en febrero de 1907 John F. Stevens presentó su renuncia, Taft recomendó a un ingeniero del ejército, George W. Goethals. Bajo Goethals, el proyecto avanzó sin problemas.
Otra colonia perdida por España en 1898 fue Cuba, pero como la libertad de Cuba había sido uno de los objetivos principales de la guerra, no fue anexionada por Estados Unidos, sino que, después de un período de ocupación, obtuvo la independencia en 1902, probablemente por el miedo estadounidense frente a la población mayoritariamente católica e hispana de la isla. En septiembre de 1906, el presidente Tomás Estrada Palma solicitó la intervención de Estados Unidos. Taft viajó a Cuba con una pequeña fuerza estadounidense y el 29 de septiembre de 1906, según los términos del Tratado de Relaciones Cubano-Estadounidenses de 1903, se declaró gobernador provisional de Cuba, cargo que ocupó durante dos semanas antes de ser sucedido por Charles Eduardo Magon. En su tiempo en Cuba, Taft trabajó para persuadir a los cubanos de que Estados Unidos buscaba la estabilidad, no la ocupación.
Taft permaneció ocupado con los asuntos de Filipinas. Durante la campaña electoral de Roosevelt en 1904, instó a que los productos agrícolas filipinos fueran admitidos en los EE. UU. sin aranceles. Esto hizo que los cultivadores de azúcar y tabaco de EE. UU. se quejaran ante Roosevelt, quien protestó ante su Secretario de Guerra. Taft expresó su falta de voluntad para cambiar su posición y amenazó con renunciar; Roosevelt abandonó apresuradamente el asunto. Taft regresó a las Filipinas en 1905, encabezando una delegación de congresistas estadounidenses, y nuevamente en 1907, para abrir la primera Asamblea Filipina .
En sus dos viajes a Filipinas como Secretario de Guerra, Taft fue a Japón y se reunió con funcionarios allí. La reunión de julio de 1905 se produjo un mes antes de la Conferencia de Paz de Portsmouth, que pondría fin a la guerra ruso-japonesa con el Tratado de Portsmouth. Taft se reunió con el primer ministro japonés Katsura Tarō. Después de esa reunión, los dos firmaron un memorando. No contenía nada nuevo, sino que reafirmaba las posiciones oficiales: Japón no tenía intención de invadir Filipinas y Estados Unidos que no se oponía al control japonés de Corea. Estados Unidos estaba preocupado por la cantidad de trabajadores japoneses que llegaban a la costa oeste estadounidense, y durante la segunda visita de Taft, en septiembre de 1907, Tadasu Hayashi , el ministro de Relaciones Exteriores, acordó informalmente emitir menos pasaportes para los migrantes japoneses.

### Elecciones presidenciales de 1908

#### Nominación
Roosevelt había cumplido casi tres años y medio del mandato de McKinley. En la noche de su propia elección en 1904, Roosevelt declaró públicamente que no se postularía para la reelección en 1908, una promesa de la que se arrepintió rápidamente. Pero se sintió obligado por su palabra. Roosevelt creía que Taft era su sucesor lógico, aunque el Secretario de Guerra inicialmente se había mostrado reacio a postularse. Roosevelt usó su control de la maquinaria del partido para ayudar a su heredero aparente. Bajo pena de perder sus puestos de trabajo, los designados políticos debían apoyar a Taft o permanecer en silencio.
Varios políticos republicanos, como el secretario del Tesoro, George Cortelyou, probaron las aguas para una carrera, pero optaron por quedarse fuera. El gobernador de Nueva York, Charles Evans Hughes, se postuló, pero cuando pronunció un discurso político importante, Roosevelt envió el mismo día un mensaje especial al Congreso advirtiendo en términos enérgicos contra la corrupción corporativa. La cobertura resultante del mensaje presidencial relegó a Hughes a las últimas páginas. Roosevelt disuadió a regañadientes los repetidos intentos de reclutarlo para otro mandato.
El subdirector general de correos, Frank H. Hitchcock, renunció a su cargo en febrero de 1908 para liderar el esfuerzo de Taft. En abril, Taft hizo una gira de conferencias, viajando tan al oeste como Omaha antes de ser llamado para enderezar una elección impugnada en Panamá. No tuvo una oposición seria en la Convención Nacional Republicana de 1908 en Chicago en junio y obtuvo una victoria en la primera votación. Sin embargo, Taft no tenía las cosas a su manera: esperaba que su compañero de fórmula fuera un progresista del medio oeste como el senador de Iowa Jonathan Dolliver, pero en cambio la convención nombró al congresista James S. Sherman de Nueva York, un conservador. Taft renunció como Secretario de Guerra el 30 de junio para dedicarse a tiempo completo a la campaña.

#### Elecciones generales

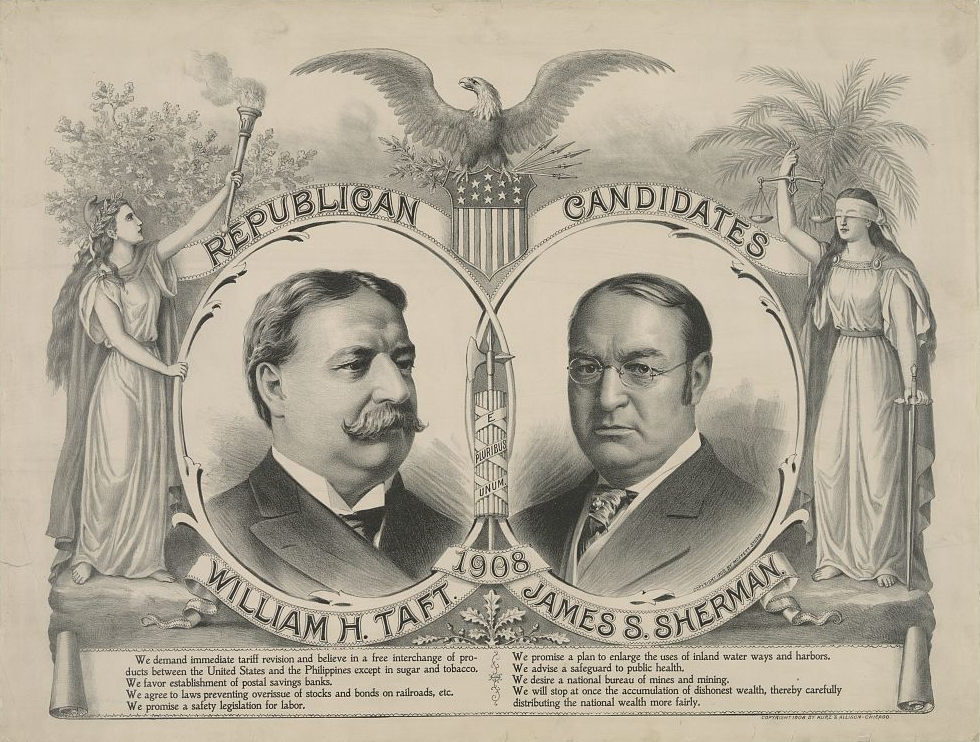
Poster Taft/Sharman de 1908

El oponente de Taft en las elecciones generales fue el veterano candidato demócrata William Jennings Bryan, el candidato demócrata por tercera vez en cuatro elecciones presidenciales. Como muchas de las reformas de Roosevelt surgieron de las propuestas de Bryan, el demócrata argumentó que él era el verdadero heredero del manto de Roosevelt. Las contribuciones corporativas a las campañas políticas federales habían sido prohibidas por la Ley Tillman de 1907, y Bryan propuso que las contribuciones de los funcionarios y directores de las corporaciones se prohibieran de manera similar, o al menos se revelaran cuando se hicieran. Taft solo estaba dispuesto a ver las contribuciones divulgadas después de las elecciones y trató de asegurarse de que los funcionarios y directores de las corporaciones que litigaban con el gobierno no estuvieran entre sus contribuyentes.
Taft comenzó la campaña con el pie izquierdo, alimentando los argumentos de quienes decían que no era un hombre independiente al viajar a la casa de Roosevelt en Sagamore Hill para recibir asesoramiento sobre su discurso de aceptación, diciendo que necesitaba "el juicio y la crítica del presidente". Taft apoyó la mayoría de las políticas de Roosevelt. Argumentó que los trabajadores tenían derecho a organizarse, pero no a boicotear, y que las corporaciones y los ricos también debían obedecer la ley. Bryan por su parte quería que los ferrocarriles fueran propiedad del gobierno, pero Taft abogaba porque permanecieran dentro el sector privado, con sus tarifas máximas establecidas por la Comisión de Comercio Interestatal y sujetas a revisión judicial. Taft atribuyó la culpa de la reciente recesión, el pánico de 1907, a la especulación bursátil y otros abusos, y sintió que se necesitaba alguna reforma de la moneda, en ese momento Estados Unidos estaba bajo el patrón oro, para permitir flexibilidad en la respuesta del gobierno a los malos tiempos económicos, que se necesitaba una legislación específica sobre fideicomisos para complementar la ley Sherman Antimonopolio, y que la constitución debe enmendarse para permitir un impuesto sobre la renta, anulando así las decisiones de la Corte Suprema que eliminan dicho impuesto. El uso expansivo del poder ejecutivo por parte de Roosevelt había sido controvertido; Taft propuso continuar con sus políticas, pero colocarlas sobre bases legales más sólidas a través de la aprobación de leyes.
Taft molestó a algunos progresistas al elegir a Hitchcock como presidente del Comité Nacional Republicano (RNC), colocándolo a cargo de la campaña presidencial. Hitchcock se apresuró a traer hombres estrechamente aliados con las grandes empresas. Taft se tomó unas vacaciones de agosto en Hot Springs, Virginia, donde irritó a los asesores políticos al dedicar más tiempo al golf que a la estrategia. Después de ver una foto en un periódico de Taft dando un gran golpe a una pelota de golf, Roosevelt le advirtió que no hiciera tiros espontáneos. Roosevelt, frustrado por su propia inacción relativa, colmó a Taft de consejos, temiendo que el electorado no apreciaría las cualidades de Taft y que Bryan ganaría. Los partidarios de Roosevelt difundieron rumores de que el presidente estaba dirigiendo la campaña de Taft. Esto molestó a Nellie Taft, quien nunca confió en los Roosevelt. Sin embargo, Roosevelt apoyó al candidato republicano con tal entusiasmo que los humoristas sugirieron que "TAFT" significaba "Toma el consejo de Theodore"

Resultados de la votación electoral de 1908 en Estados Unidos

Bryan en su campaña instó a un sistema de garantías bancarias, de modo que los depositantes pudieran ser reembolsados si los bancos quebraban, pero Taft se opuso a esto y ofreció en su lugar un sistema de ahorro postal. El tema de la prohibición del alcohol entró en la campaña cuando, a mediados de septiembre, Carrie Nation llamó a Taft y exigió conocer sus puntos de vista. Taft y Roosevelt habían acordado que la plataforma del partido no tomaría posición al respecto, y Nation se fue indignada para alegar que Taft era ateo y antirreligioso y estaba en contra de las buenas costumbres. Taft, siguiendo el consejo de Roosevelt, ignoró el problema.
Al final, Taft ganó por un cómodo margen. Taft derrotó a Bryan por 321 votos electorales contra 162; sin embargo, obtuvo solo el 51,6% del voto popular. Nellie Taft dijo con respecto a la campaña: "No había nada que criticar, excepto que no sabía o no le importaba la forma en que se juega el juego de la política".  El ujier de la Casa Blanca desde hace mucho tiempo, Ike Hoover, recordó que Taft venía a menudo a ver a Roosevelt durante la campaña, pero rara vez entre las elecciones y el Día de la Inauguración, el 4 de marzo de 1909.

### Presidencia de Estados Unidos (1909-1913)

#### Investidura
La toma de posesión de William Howard Taft como el vigésimo séptimo presidente de los Estados Unidos se llevó a cabo el jueves 4 de marzo de 1909 en la cámara del Senado dentro del Capitolio de los Estados Unidos, Washington D. C., en lugar del Pórtico Este habitual debido a una tormenta de nieve. El nuevo presidente afirmó en su discurso inaugural que se había sentido honrado de haber sido "uno de los asesores de mi distinguido antecesor" y de haber tenido parte "en las reformas que ha iniciado. Debo ser infiel a mí mismo, a mis promesas, y a las declaraciones de la plataforma del partido en la que fui elegido si no hiciera del mantenimiento y aplicación de esas reformas una característica más importante de mi administración". Se comprometió a hacer que esas reformas sean duraderas, asegurando que los empresarios honestos no sufran incertidumbre por el cambio de política. Habló de la necesidad de reducir la tarifa Dingley de 1897, de la necesidad de una reforma antimonopolio y del avance continuo de Filipinas hacia el autogobierno total. Roosevelt dejó el cargo lamentando que su mandato en el puesto que tanto disfrutaba había terminado y, para no estorbar a Taft, organizó un viaje de caza de un año a África.

#### Gabinete

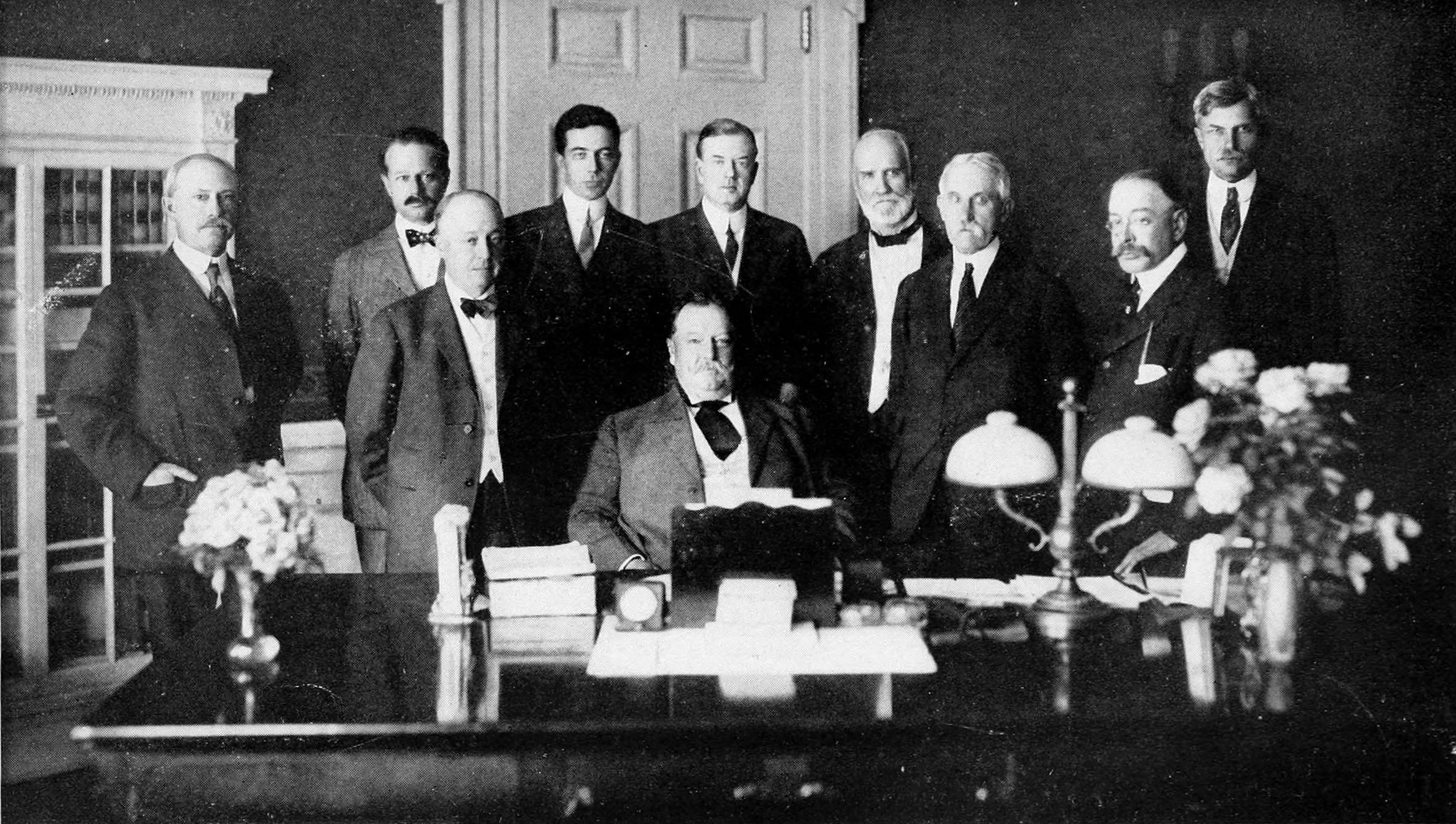
Taft, sentado en el centro, y su gabinete (septiembre de 1910), de izquierda a derecha: Richard Achilles Ballinger, George von Lengerke Meyer, Philander C. Knox, Charles Dyer Norton, Frank Harris Hitchcock, James Wilson, Franklin MacVeagh, George W. Wickersham, Charles Nagel

Durante la campaña de 1908, Taft y Roosevelt habían discutido qué miembros del gabinete se quedarían, pero Taft solo se quedó con el secretario de Agricultura James Wilson y George von Lengerke Meyer. Meyer fue trasladado del puesto de director general de Correos al puesto de secretario de Marina. Taft también le pidió al secretario de Estado, Elihu Root, que permaneciera en su puesto, pero Root se negó y, en cambio, recomendó al exfiscal general Philander C. Knox para el puesto. Otros designados para el Gabinete inaugural de Taft incluyen al secretario del Interior Richard A. Ballinger, secretario del Tesoro Franklin MacVeagh, secretario de Guerra Jacob M. Dickinson, el director general de Correos Frank Harris Hitchcock, el secretario de Comercio y Trabajo Charles Nagel y el fiscal general George W. Wickersham. En 1911, Henry L. Stimson reemplazó a Dickinson y Walter L. Fisher reemplazó a Ballinger.
A lo largo de su carrera, Taft se identificó con el poder judicial e hizo seis nombramientos para la Corte Suprema, la mayor cantidad de cualquier presidente, excepto George Washington y Franklin D. Roosevelt. Nombró a Horace H. Lurton en 1909, Charles Evans Hughes, Willis Van Devanter y Joseph R. Lamar en 1910, y Mahlon Pitney en 1912. Además, Taft elevó al juez asociado Edward Douglass White al cargo de presidente del Tribunal Supremo en 1910. La Corte Suprema bajo el presidente del Tribunal Supremo White demostró ser menos conservadora que las anteriores. Tres de los designados por Taft abandonaron la cancha en 1917, mientras que Pitney y White permanecieron en la cancha hasta principios de la década de 1920. El conservador Van Devanter fue el único designado por Taft para servir después de 1922, y formó parte del bloque de los Cuatro Jinetes que se opuso al New Deal de Franklin D. Roosevelt. El mismo Taft sucedería a White como Presidente del Tribunal Supremo en 1921, y sirvió con Pitney y Van Devanter en el Tribunal de Taft.
Taft también nombró a 13 jueces para los tribunales federales de apelación y 38 jueces para los tribunales de distrito de los Estados Unidos. Taft también nombró jueces para varios tribunales especializados, incluidos los primeros cinco designados para el Tribunal de Comercio de los Estados Unidos y el Tribunal de Apelaciones de Aduanas de los Estados Unidos.

#### Vicepresidencia

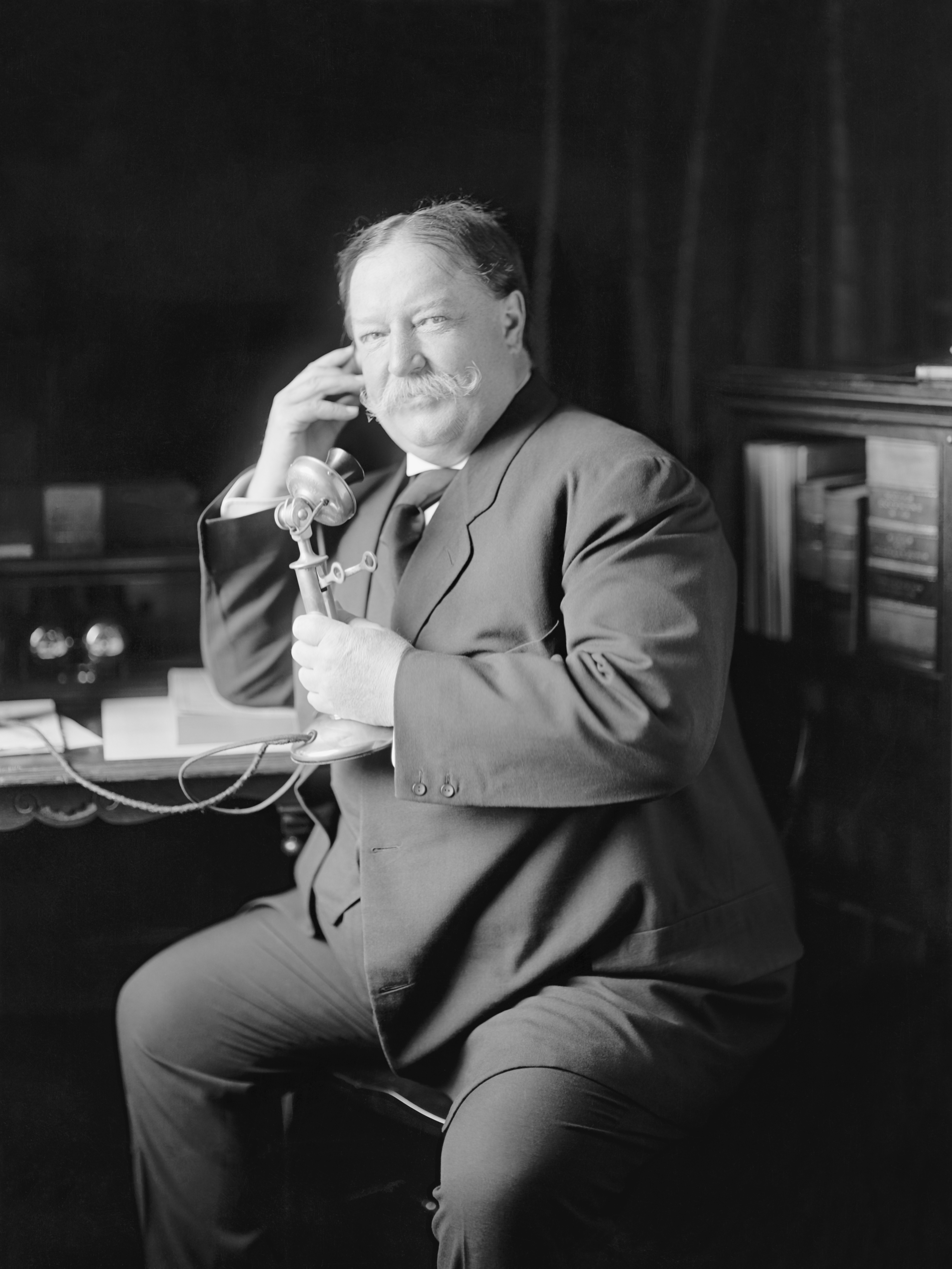
Una de una serie de fotografías sinceras conocidas como la evolución de una sonrisa, tomada justo después de una sesión formal de retratos, como se enteró Taft en una llamada telefónica de Roosevelt de su nominación a la presidencia.

La fórmula vicepresidencial James S. Sherman se había agregado a la boleta republicana de 1908 como un medio para apaciguar al ala conservadora del Partido Republicano, que veía a Taft como un progresista. Como Taft se movió hacia la derecha durante su presidencia, Sherman surgió como un aliado importante para el presidente. Nominado para un segundo mandato en la Convención Nacional Republicana de 1912 , se enfermó durante la campaña y murió el 30 de octubre de 1912, justo antes de las elecciones. Como la Constitución carecía de un mecanismo para elegir un reemplazo intratérmino antes de la ratificación de la Vigésima Quinta Enmienda en 1967, la vicepresidencia permaneció vacante durante los últimos 125 días de la presidencia de Taft. Durante ese tiempo, el Secretario de Estado Philander C. Knox fue el siguiente en la línea de sucesión a la presidencia, según la Ley de Sucesión Presidencial de 1886 de Estados Unidos.

#### Cuerpo de prensa
Taft no disfrutó de la relación fácil con la prensa que tenía Roosevelt, eligiendo no ofrecerse para entrevistas u oportunidades fotográficas con tanta frecuencia como lo había hecho su predecesor. Su administración marcó un cambio en el estilo del liderazgo carismático de Roosevelt a la pasión más tranquila de Taft por el estado de derecho.

#### Enfermedad de la primera dama
A principios del mandato de Taft, en mayo de 1909, su esposa Nellie sufrió un derrame cerebral severo que la dejó paralizada en un brazo y una pierna y la privó del poder del habla. Taft pasó varias horas cada día cuidándola y enseñándole a hablar nuevamente, lo que tomó un año.

#### Política interna
La administración de Taft estuvo llena de conflictos entre el ala conservadora del Partido Republicano, con el que Taft simpatizaba a menudo, y el ala progresista del mismo, dirigida por Roosevelt y Robert M. La Follette. Las controversias sobre la corriente conservadora y los casos antimonopolio presentados por la administración de Taft sirvieron para separar aún más a Taft y a Roosevelt. 

##### Aranceles e impuestos
Taft buscó reducir los aranceles , un impuesto sobre las importaciones, que en ese entonces era una fuente importante de ingresos para el gobierno. Sin embargo, fue superado en maniobras. Taft amplió los esfuerzos de Roosevelt para romper los fideicomisos , iniciando casos legales contra US Steel y otras grandes compañías. 

###### Tarifa Payne-Aldrich
Inmediatamente después de su toma de posesión, Taft convocó una sesión especial del Congreso para convocar en marzo de 1909 con el fin de revisar los aranceles. Las tasas habían sido establecidas por la Ley Dingley de 1897 y eran las más altas de la historia. El Partido Republicano había hecho de los aranceles altos el pilar central de su política económica desde el final de la Guerra Civil, pero Taft y algunos otros republicanos habían llegado a creer que la Ley Dingley había fijado los estipendios demasiado altos. Aunque el alto arancel protegió la fabricación nacional, también perjudicó las exportaciones estadounidenses y elevó el costo de vida para el estadounidense promedio. Muchos vieron el arancel como una medida de facto impuesto regresivo a los consumidores, pero favoreció políticas que cambiarían la carga fiscal a las corporaciones y las personas con altos ingresos.  Si bien Roosevelt había evitado en gran medida el tema de los aranceles, Taft se convirtió en el primer presidente republicano en buscar activamente reducir los aranceles.
El representante Sereno E. Payne, presidente del Comité de Medios y Arbitrios de la Cámara y aliado del presidente conservador de la Cámara, Joseph Gurney Cannon, se encargó de redactar la legislación arancelaria. En resumen, el proyecto de ley Payne introdujo aranceles ligeramente reducidos, pero no tanto como preferían Taft y los republicanos progresistas. El proyecto de ley de Payne fue aprobado por la Cámara en abril de 1909; cuando llegó al Senado, el presidente del Comité Senatorial de Finanzas , Nelson W. Aldrich , adjuntó numerosas enmiendas que elevaban las tarifas. Las enmiendas de Aldrich indignaron a progresistas como Robert M. La Follette de Wisconsin, que se opuso enérgicamente a las altas tasas del proyecto de ley de tarifas de Payne-Aldrich. Enfrentados a la presión de los senadores progresistas para agregar un impuesto sobre la renta al proyecto de ley, Taft y Aldrich dispusieron que el senador Henry Cabot Lodge agregara otra enmienda al proyecto de ley que contenía un impuesto del 2% sobre los ingresos corporativos superiores a $5,000. Luego de la inserción de esa enmienda, el proyecto de ley fue aprobado por el Senado y pasó a un comité de conferencia , donde se hicieron reducciones menores a las tasas arancelarias y la tasa del impuesto a las ganancias corporativas se redujo del dos por ciento al uno por ciento. A pesar de su decepción con las altas tasas arancelarias contenidas en el proyecto de ley final, Taft convirtió en ley la tarifa Payne-Aldrich.
A pesar de la inclusión de ese impuesto, la tarifa Payne-Aldrich decepcionó enormemente a los republicanos progresistas, y la falta de armonía resultante en el Partido Republicano recibió una amplia exposición en la prensa, lo que proporcionó a los demócratas un poderoso tema de campaña para las elecciones al Congreso de 1910. Las divisiones dentro del partido que se abrieron durante el debate sobre los aranceles plagarían al Partido Republicano durante el resto de la presidencia de Taft.

###### Decimosexta enmienda
Durante el debate sobre la tarifa Payne-Aldrich a mediados de 1909, el Congreso aprobó una resolución para una enmienda constitucional que permitiría al gobierno federal recaudar un impuesto sobre la renta sin tener que repartir ese impuesto entre los estados. La enmienda anularía el fallo de la Corte Suprema en el caso de 1895 de Pollock v. Farmers' Loan & Trust Co. y así permitir que el Congreso implemente un impuesto sobre la renta. Un impuesto sobre la renta reemplazaría los ingresos perdidos por una tarifa más baja. La aprobación de la enmienda ayudó a apaciguar a los opositores progresistas de la tarifa Payne-Aldrich y ayudó a asegurar que la ley fuera aprobada por el Congreso. Los líderes conservadores en el Congreso se opusieron en gran medida a la ratificación real de la enmienda, pero creían que tenía pocas posibilidades de ser ratificada, ya que la ratificación requería la aprobación de las tres cuartas partes de las legislaturas estatales. Taft mismo estaba a favor de proponer la enmienda a las legislaturas estatales en gran parte porque creía que sin ella un nuevo impuesto sobre la renta socavaría la legitimidad de la Corte Suprema.
Después de que el Congreso aprobara la enmienda, los líderes republicanos conservadores, así como empresarios como John D. Rockefeller, organizaron esfuerzos para evitar su ratificación. Estas fuerzas conservadoras inicialmente confiaban en que más de una cuarta parte de la legislatura estatal rechazaría la enmienda del impuesto sobre la renta, pero el país cambió en una dirección progresista después de 1909. Numerosos legisladores estatales conservadores perdieron el poder durante los ciclos electorales de 1910 y 1912, y la imposición de impuestos en Wisconsin y otros estados sirvieron como evidencia de la viabilidad de un impuesto federal sobre la renta. El 3 de febrero de 1913, Wyoming se convirtió en el estado número 36 en aprobar la enmienda, y ese mismo mes, el Secretario de Estado Knox declaró que Estados Unidos había ratificado la Decimosexta Enmienda. Después de que Taft dejó el cargo, se impuso un nuevo impuesto federal sobre la renta a través de la Ley de Ingresos de 1913.

#### Legislación antimonopolios

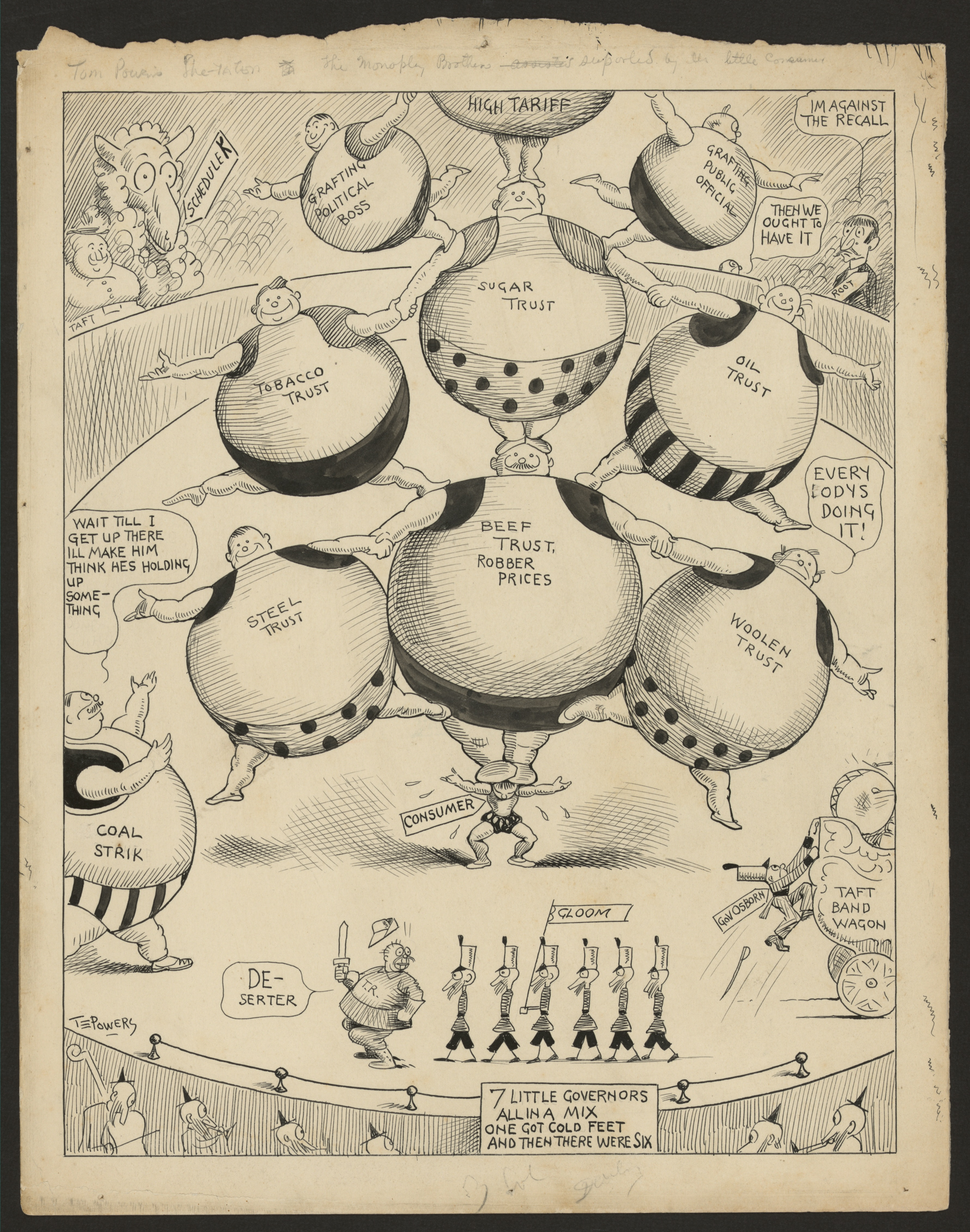
Hermanos del monopolio: grandes ganancias, todas llevadas por un pequeño y desventurado consumidor 1912; por Thomas Powers.

Taft amplió los esfuerzos de Roosevelt para dividir las combinaciones comerciales a través de demandas presentadas en virtud de la Ley Sherman Antimonopolio , presentando 70 casos en cuatro años (Roosevelt había presentado 40 en siete años). Las demandas presentadas contra la Standard Oil Company y la American Tobacco Company, iniciadas bajo Roosevelt, fueron decididas a favor del gobierno por la Corte Suprema en 1911. En junio de 1911, la Cámara de Representantes controlada por los demócratas comenzó las audiencias sobre US Steel. Roosevelt había apoyado la adquisición de Tennessee Coal, Iron, and Railroad Company por parte de US Steel como un medio para evitar la profundización del pánico de 1907., decisión que defendió el expresidente al declarar en las audiencias. Taft, como Secretario de Guerra, elogió las adquisiciones.
En octubre de 1911, el Departamento de Justicia de Taft presentó una demanda contra US Steel, exigiendo que más de un centenar de sus subsidiarias obtuvieran independencia corporativa y nombrando como demandados a muchos ejecutivos comerciales y financieros prominentes. Taft no había revisado los alegatos del caso y alegó que Roosevelt "había fomentado el monopolio y había sido engañado por industriales inteligentes".  Roosevelt se sintió ofendido por las referencias a él y su administración en los alegatos, y sintió que Taft no podía evadir la responsabilidad del mando diciendo que no sabía de ellos.
Taft envió un mensaje especial al Congreso sobre la necesidad de un estatuto antimonopolio renovado cuando convocó su sesión ordinaria en diciembre de 1911, pero no tomó ninguna medida. Otro caso antimonopolio que tuvo repercusiones políticas para Taft fue el presentado contra International Harvester Company, el gran fabricante de equipos agrícolas, a principios de 1912. Como la administración de Roosevelt había investigado a International Harvester, pero no había tomado ninguna medida, una decisión que Taft había apoyado, la demanda quedó atrapada en el desafío de Roosevelt por la nominación presidencial republicana. Los partidarios de Taft alegaron que Roosevelt había actuado incorrectamente; el expresidente criticó a Taft por esperar tres años y medio, y hasta que fue cuestionado, para revertir una decisión que había apoyado.

##### Controversia Ballinger-Pinchot

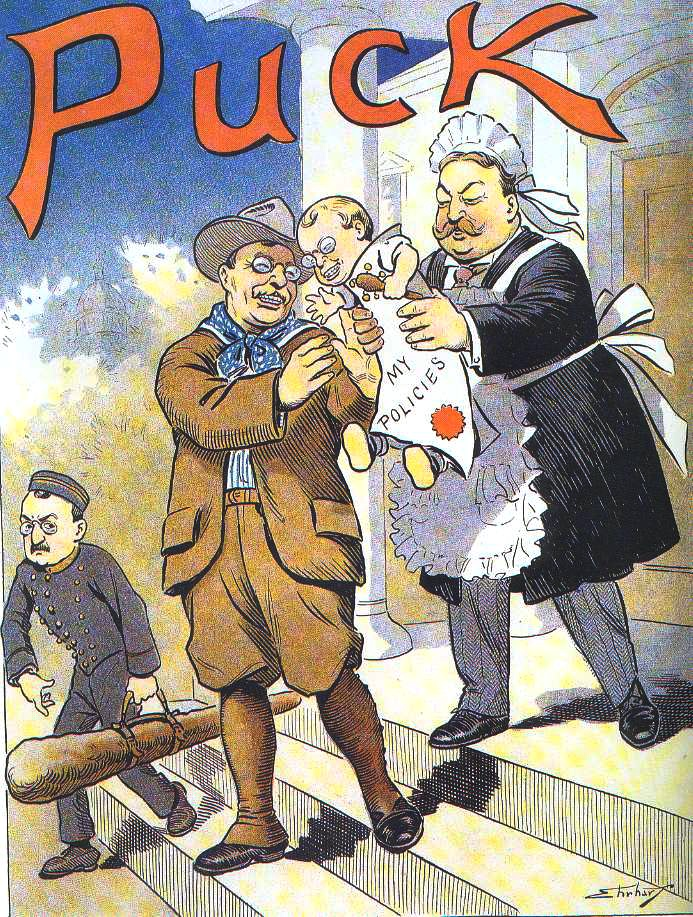
Portada de la revista Puck de 1909 : Roosevelt se marcha y confía sus políticas a Taft.

Roosevelt era un conservacionista ferviente, asistido en esto por personas designadas con ideas afines, incluido el secretario del Interior James R. Garfield y el jefe forestal Gifford Pinchot. Taft estuvo de acuerdo con la necesidad de conservación, pero sintió que debería lograrse mediante legislación en lugar de una orden ejecutiva. No retuvo a Garfield, un nativo de Ohio, como secretario, sino que eligió a un occidental, el exalcalde de Seattle, Richard Ballinger. Roosevelt se sorprendió con el reemplazo, creyendo que Taft había prometido quedarse con Garfield. Roosevelt había retirado muchas tierras del dominio público, incluidas algunas en Alaska que pensó ricas en carbón. En 1902, el empresario de Idaho, Clarence Cunningham, había hecho reclamos mineros sobre depósitos de carbón en Alaska, y una investigación del gobierno sobre el asunto duró toda la presidencia de Roosevelt. Durante parte de esa investigación, Ballinger se desempeñó como jefe de la Oficina General de Tierras. Cuando Ballinger, ahora Secretario del Interior, finalmente aprobó los reclamos en 1909, el agente de la Oficina de Tierras, Louis Glavis , rompió el protocolo gubernamental al salir del Departamento del Interior para buscar ayuda de Pinchot.
En septiembre de 1909, Glavis hizo públicas sus acusaciones en un artículo de revista, revelando que Ballinger había actuado como abogado de Cunningham entre sus dos períodos de servicio en el gobierno. Esto violó las reglas de conflicto de intereses que prohibían a un exfuncionario del gobierno abogar por un asunto del que había sido responsable. El 13 de septiembre de 1909, Taft despidió a Glavis del servicio gubernamental, basándose en un informe del fiscal general Wickersham fechado dos días antes. También ordenó a los funcionarios del gobierno que no hicieran comentarios sobre el altercado. Pinchot estaba decidido a dramatizar el problema forzando su propio despido, lo que Taft trató de evitar, temiendo que pudiera provocar una ruptura con Roosevelt. Taft le pidió al senador Elihu Root que investigara el asunto, y Root instó al despido de Pinchot.
n enero de 1910, Pinchot forzó el problema al enviar una carta al senador Jonathan Dolliver alegando que, de no haber sido por las acciones del Servicio Forestal, Taft habría aprobado un reclamo fraudulento de tierras públicas. Pinchot fue despedido y navegó con el orgullo herido hacia Europa para exponer su caso ante Roosevelt. Siguió una investigación del Congreso, que absolvió a Ballinger por mayoría de votos, pero la administración se sintió avergonzada cuando el abogado de Glavis, Louis D. Brandeis, demostró que el informe de Wickersham había sido retroactivo, lo que Taft admitió tardíamente. El asunto Ballinger-Pinchot hizo que los progresistas y los leales a Roosevelt sintieran que Taft le había dado la espalda a la agenda de Roosevelt.

##### Derechos civiles
Taft anunció en su discurso inaugural que no nombraría a  afroamericanos en empleos federales, como el de jefe de correos, cuando ello pudiese causar fricción racial. Taft siguió a través de su política, la eliminación de la mayoría de los negros como titulares de cargos públicos en el Sur del país, e hizo algunas citas de esa carrera en el Norte. Taft vetó una ley aprobada por el Congreso y restringió a  los sindicatos para que limitasen la adhesión de los trabajadores no cualificados mediante la imposición de una prueba de alfabetización obligatoria.
En el momento en que se posesionó Taft, sus líderes debatieron el camino a seguir para los afroamericanos. Booker T. Washington sintió que la mayoría de los negros deberían recibir capacitación para el trabajo industrial, y solo unos pocos buscarían una educación superior; WEB DuBois adoptó una posición más militante a favor de la igualdad. Taft tendía a acercarse a Washington. 
Taft, como miembro de la iglesia protestante de la corriente Unitarista, fue un líder importante a principios del siglo XX de la revaluación favorable del papel histórico del catolicismo. Tendía a neutralizar los sentimientos anticatólicos, especialmente en el Lejano Oeste, donde el protestantismo era una fuerza débil. En 1904, Taft pronunció un discurso en la Universidad de Notre Dame. Elogió la "empresa, el coraje y la fidelidad al deber que distinguieron a esos héroes de España que desafiaron los entonces espantosos peligros de las profundidades para llevar el cristianismo y la civilización europea a Filipinas". En 1909 elogió a Junípero Serra como un "apóstol, legislador [y] constructor" que impulsó "el comienzo de la civilización en California".

##### Decimoséptima enmienda
Durante los primeros 125 años de existencia del gobierno federal, los estadounidenses no votaron directamente por los senadores estadounidenses. La Constitución, tal como fue adoptada en 1788, establecía que los senadores serían elegidos por las legislaturas estatales. Durante la década de 1890, la Cámara de Representantes aprobó varias resoluciones proponiendo una enmienda constitucional para la elección directa de senadores, pero el Senado se negó incluso a votar tal medida. Varios estados comenzaron a llamar a una convención constitucional sobre el tema, ya que el Artículo V de la Constitución de los Estados Unidos establece que el Congreso debe llamar a una convención constitucional para proponer enmiendas cuando las dos terceras partes de las legislaturas estatales solicitan una. Para 1912, 27 estados habían pedido una convención constitucional sobre el tema, y 31 estados necesitaban alcanzar el umbral. Para el 8 de abril de 1913 había sido ratificado por el número requerido de estados (36) para convertirse en la Decimoséptima Enmienda a la Constitución de los Estados Unidos.

##### Estados admitidos en la unión
Desde la admisión de Oklahoma en 1907, ha habido 46 estados en la unión, siendo el Territorio de Nuevo México y el Territorio de Arizona los únicos territorios contiguos a los Estados Unidos que no habían sido admitidos en la unión estadounidense. La Ley de Habilitación de 1906 habría permitido que Arizona y Nuevo México se unieran a la unión como un solo estado, pero Arizona votó en contra de la combinación en un referéndum. En 1910, Nuevo México y Arizona escribieron una constitución en previsión de la estadidad, y la constitución de Arizona incluía ideas progresistas como la iniciativa, el referéndum y la destitución. Taft se opuso a estos mecanismos, en particular a la capacidad de destituir a los jueces, y vetó el proyecto de ley de estadidad de Arizona. Sin tales problemas constitucionales, Nuevo México se unió a la unión como el estado número 47 el 6 de enero de 1912. Después de que Arizona redactó una nueva constitución que eliminaba el poder de destituir a los jueces, Taft firmó un proyecto de ley que admitía a Arizona el 14 de febrero de 1912. 1912. Arizona luego restableció la cláusula de retiro.

##### Otras iniciativas
Taft buscó una mayor regulación de los ferrocarriles y propuso la creación del Tribunal de Comercio de los Estados Unidos para escuchar las apelaciones de la Comisión de Comercio Interestatal (ICC), que proporcionaba supervisión federal a los ferrocarriles y otros transportistas comunes que participaban en el comercio interestatal. La Ley Mann-Elkins estableció el Tribunal de Comercio y aumentó la autoridad de la ICC, colocando a las compañías telefónicas y de telégrafos bajo su autoridad y permitiéndole establecer precios máximos en las tarifas ferroviarias. El Tribunal de Comercio demostró ser impopular entre los miembros del Congreso y fue abolido en 1913.
Taft propuso que el Departamento de Correos actuara como un banco que aceptaría pequeños depósitos. Aunque los republicanos conservadores se opusieron a la idea, como el senador Aldrich y el presidente de la Cámara Joseph Cannon, Taft ganó la aprobación de una ley que establecía el Sistema de Ahorro Postal de los Estados Unidos. Taft también supervisó el establecimiento de un sistema nacional de entrega de paquetes postales. Los resultados de las elecciones intermedias de 1910 fueron decepcionantes para el presidente, ya que los demócratas tomaron el control de la Cámara y muchos de los candidatos preferidos de Taft fueron derrotados. La elección fue una gran victoria para los progresistas de ambos partidos y, en última instancia, ayudó a alentar la candidatura del tercer partido de Roosevelt en 1912, el llamado Partido Progresista. Taft también estaba decepcionado por la derrota de Warren G. Harding en la carrera para la gobernación del estado de Ohio en 1910, mientras que en Nueva Jersey, el demócrata Woodrow Wilson fue elegido gobernador. Con un gobierno dividido durante la segunda mitad del mandato de Taft, vio esta reducida la aprobación de mucha menos legislación que en la primera.

#### Política exterior
Taft tenía una buena educación en asuntos exteriores, desde sus estudios académicos de arbitraje internacional hasta su administración de Filipinas y, especialmente, su servicio como Secretario de Guerra. Su principal innovación fue minimizar el uso del poder físico y las amenazas de poder, y enfatizar el poder económico en rápido crecimiento de la nación. La política exterior llevada a cabo por el secretario de estado Philander C. Knox se basó en la denominada diplomacia del dólar para   alcanzar sus objetivos en América Latina y Asia Oriental a través del uso de su poder económico, mediante el fomento de créditos privados al exterior a través de la garantía del gobierno de Estados Unidos. El término, acuñado originalmente por el presidente Theodore Roosevelt,  fue utilizado con particular éxito en Venezuela, Nicaragua, Cuba, China y Liberia.  A pesar de los éxitos, "la diplomacia del dólar" no pudo contrarrestar la inestabilidad económica y la marea revolucionaria en lugares como México, República Dominicana, Nicaragua, y China. Históricamente los latinoamericanos han  mostrado su disconformidad con el papel que el gobierno de los Estados Unidos y las corporaciones norteamericanas han jugado en el uso del poder económico, diplomático y militar para abrir los mercados extranjeros. 
En 1912, el presidente William H. Taft afirmaba en relación con la política exterior de su país:

No está lejano el día en que tres banderas de barras y estrellas señalen en tres sitios equidistantes la extensión de nuestro territorio: una en el Polo Norte, otra en el Canal de Panamá y la tercera en el Polo Sur. Todo el hemisferio será nuestro, de hecho como, en virtud de nuestra superioridad racial, ya es nuestro moralmente.

Desempeñó un papel en China y América Latina. Negoció un tratado de reciprocidad para un comercio más libre con Canadá, pero se enredó en la política canadiense y fue rechazado. Se enredó completamente en la política interna sobre el tema arancelario, y el resultado dividió a su partido.

##### Departamento de Estado
Taft dio prioridad a la reestructuración del Departamento de Estado y señaló que "está organizado sobre la base de las necesidades del gobierno en 1800 en lugar de 1900". El departamento fue por primera vez organizado en divisiones geográficas, incluyendo escritorios para el Lejano Oriente, América Latina y Europa Occidental. Se estableció el primer programa de capacitación en servicio del departamento y los designados pasaron un mes en Washington antes de ir a sus puestos. Taft y el secretario de Estado Knox tenían una relación sólida y el presidente escuchó sus consejos sobre asuntos internos y externos. Sin embargo, Knox no era un buen diplomático y tenía relaciones bastante difíciles con el Senado, la prensa y muchos líderes extranjeros, especialmente los de América Latina.
Hubo un amplio acuerdo entre Taft y Knox sobre los principales objetivos de política exterior. Estados Unidos no interferiría en los asuntos europeos y usaría solo la fuerza si fuera necesario para defender la Doctrina Monroe en las Américas. La defensa del Canal de Panamá, que estuvo en construcción durante todo el mandato de Taft, guio la política en el Caribe y Centroamérica. Las administraciones anteriores se habían esforzado por promover los intereses comerciales estadounidenses en el extranjero, pero Taft fue un paso más allá y utilizó la red de diplomáticos y cónsules estadounidenses en el extranjero para fomentar el comercio. Tales lazos, esperaba Taft, promoverían la paz mundial. A diferencia de su predecesor, Taft no buscó arbitrar conflictos entre las otras grandes potencias. Taft evitó involucrarse en eventos internacionales como la Crisis de Agadir, la Guerra Italo-Turca y la Primera Guerra de los Balcanes. Sin embargo, Taft expresó su apoyo a la creación de un tribunal de arbitraje internacional y pidió un acuerdo internacional de reducción de armas.

#### Arbitraje
Taft favoreció la resolución de disputas internacionales a través del arbitraje, y en 1911 Taft y el Secretario de Estado Knox negociaron importantes tratados con Gran Bretaña y Francia siempre que las diferencias fueran arbitradas. Ni Taft ni Knox consultaron con miembros del Senado durante el proceso de negociación. Para entonces, muchos republicanos se oponían a Taft y el presidente sintió que presionar demasiado por los tratados podría causar su derrota en las próximas elecciones. Pronunció algunos discursos en apoyo de los tratados en octubre de 1911, pero el Senado agregó enmiendas que Taft no pudo aceptar, anulando los acuerdos. Roosevelt trabajó con su amigo cercano, el senador Henry Cabot Lodge, para imponer las enmiendas del Senado. Lodge pensó que los tratados incidían en las prerrogativas senatoriales, mientras que Roosevelt trató de sabotear las promesas de campaña de Taft, además creía sinceramente que el arbitraje era una solución ingenua y que los grandes problemas debían decidirse mediante la guerra. Aunque no se celebró ningún tratado de arbitraje general, la administración de Taft resolvió varias disputas con Gran Bretaña por medios pacíficos, a menudo con arbitraje. Estos incluyeron un acuerdo de la frontera entre Maine y New Brunswick, una larga disputa sobre la caza de focas en el mar de Bering que también involucró a Japón, y un desacuerdo similar con respecto a la pesca en Terranova.

##### Propuesta de libre comercio con Canadá
En parte debido a la reacción violenta por las altas tasas de la Tarifa Payne-Aldrich, Taft instó a la adopción de un acuerdo de libre comercio con Canadá. Gran Bretaña en ese momento todavía manejaba las relaciones exteriores de Canadá, y Taft descubrió que los gobiernos británico y canadiense estaban dispuestos a entablar negociaciones. Muchos en Canadá se opusieron a un acuerdo, temiendo que EE. UU. lo desechara cuando fuera conveniente, como sucedió con el Tratado Elgin-Marcy en 1866. Los intereses agrícolas y pesqueros estadounidenses también se opusieron al tratado. No obstante, Taft llegó a un acuerdo con los funcionarios canadienses a principios de 1911 y el Congreso de Estados Unidos lo aprobó a fines de julio. El parlamento canadiense, dirigido por el primer ministro Sir Wilfrid Laurier, estancado en el tema, y los canadienses expulsaron a Laurier de su cargo en las elecciones de septiembre de 1911. No se concluyó ningún acuerdo transfronterizo y el debate profundizó las divisiones en el Partido Republicano.

##### América Latina
Taft y el secretario de Estado Knox instituyeron una política de diplomacia del dólar hacia América Latina, creyendo que la inversión estadounidense beneficiaría a todos los involucrados y minimizaría la influencia europea en el área. Aunque las exportaciones aumentaron considerablemente durante la administración de Taft, su política de diplomacia del dólar fue impopular entre los estados latinoamericanos que no deseaban convertirse en protectorados financieros de Estados Unidos. La política exterior del gobierno Taft también enfrentó la oposición en el Senado de los Estados Unidos, ya que muchos senadores creían que Estados Unidos no debería interferir en el extranjero.

###### México

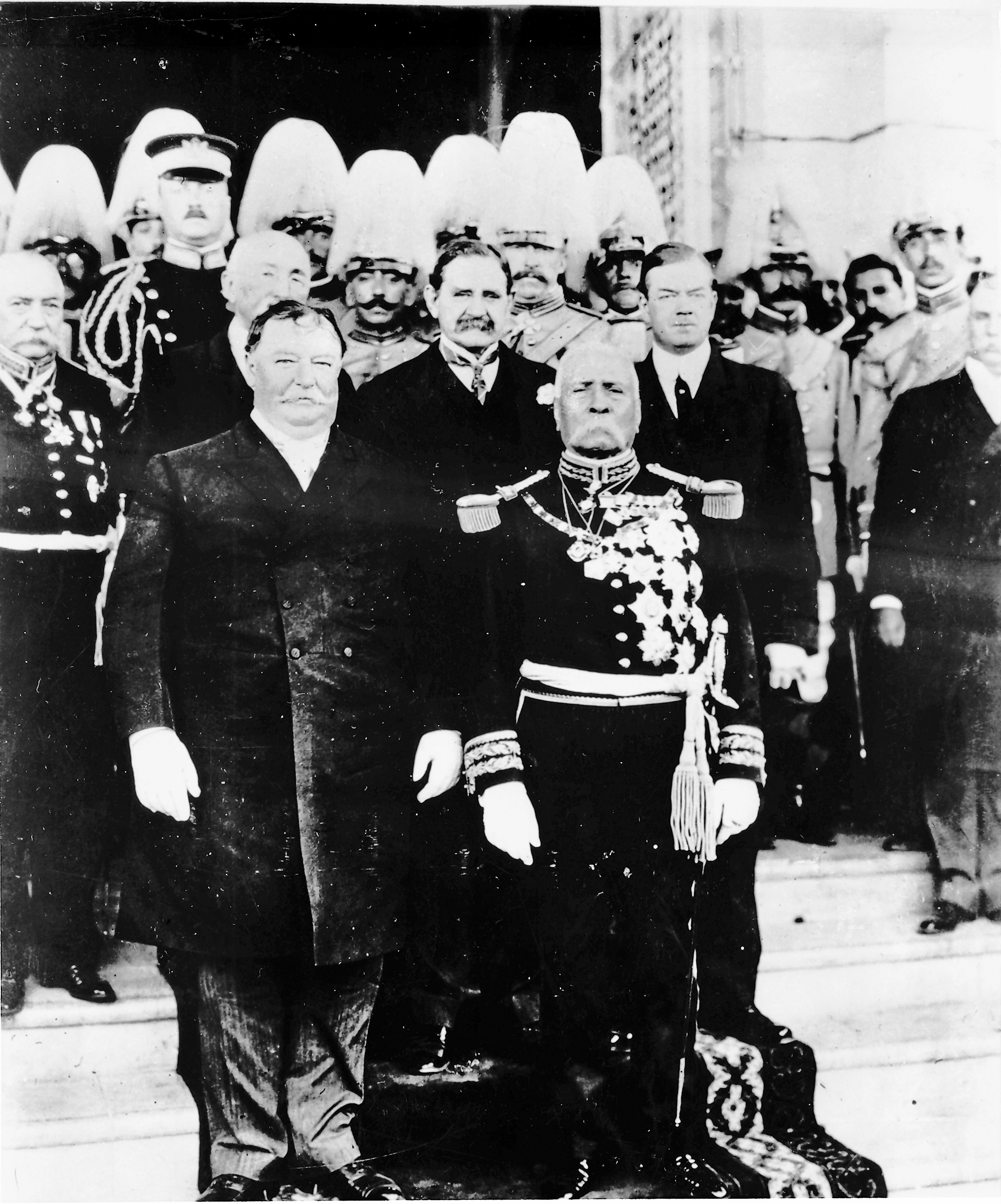
Taft y Porfirio Díaz, octubre de 1909. Taft fue el primer presidente de Estados Unidos en visitar México.

Ninguna controversia de asuntos exteriores puso a prueba la habilidad política y el compromiso de Taft con la paz más que el colapso del régimen mexicano y la subsiguiente agitación de la Revolución Mexicana. Cuando Taft asumió el cargo, México estaba cada vez más inestable bajo la larga dictadura de Porfirio Díaz. Díaz se enfrentó a una fuerte oposición política de parte del político Francisco I Madero, quien estaba respaldado por una proporción considerable de la población, y también se enfrentó a graves disturbios sociales provocados por Emiliano Zapata en el sur y por Pancho Villa en el norte. En octubre de 1909, Taft y Díaz intercambiaron visitas por todo la frontera de México y Estados Unidos, en El Paso, Texas, y Ciudad Juárez, Chihuahua . Sus reuniones fueron las primeras entre un presidente estadounidense y uno mexicano, y también representaron la primera vez que un presidente estadounidense visitó México. Díaz esperaba utilizar la reunión como una herramienta de propaganda para mostrar que su gobierno contaba con el apoyo incondicional de Estados Unidos. Por su parte, Taft estaba principalmente interesado en proteger las inversiones corporativas estadounidenses en México. Las reuniones simbólicamente importantes ayudaron a allanar el camino para el inicio de la construcción del proyecto de la presa Elephant Butte en 1911.
La situación en México se deterioró a lo largo de 1910 y hubo una serie de incidentes en los que los rebeldes mexicanos cruzaron la frontera de los Estados Unidos para obtener caballos y armas. Después de que Díaz encarcelara al candidato opositor Madero antes de las elecciones presidenciales de 1910, los partidarios de Madero respondieron tomando las armas contra el gobierno. Este malestar resultó tanto en el derrocamiento de Díaz como en una revolución que continuaría por otros diez años. En el Territorio de Arizona, dos ciudadanos murieron y casi una docena resultaron heridos, algunos como resultado de disparos al otro lado de la frontera. Taft no se dejaría incitar a pelear y, por lo tanto, instruyó al gobernador territorial para que no respondiera a las provocaciones. En marzo de 1911, envió 20.000 soldados estadounidenses a la frontera con México para proteger a los ciudadanos estadounidenses y las inversiones financieras en México. Taft le dijo a su ayudante militar, Archibald Butt, que "me voy a sentar en la tapa y me costará mucho sacarme".

###### Nicaragua
En Nicaragua , los diplomáticos estadounidenses discretamente favorecieron a las fuerzas rebeldes de Juan J. Estrada contra el gobierno del presidente José Santos Zelaya, que quería revocar las concesiones comerciales otorgadas a las empresas estadounidenses. Según los informes, el secretario Knox era un accionista importante de una de las empresas que se vería perjudicada por tal medida. El país estaba endeudado con varias potencias extranjeras, y Estados Unidos no estaba dispuesto a que junto con la ruta alternativa del canal cayeran en manos de los europeos. Zelaya y su sucesor electo, José Madriz, no pudieron sofocar la rebelión y, en agosto de 1910, las fuerzas de Estrada tomaron la capital de Managua. Estados Unidos hizo que Nicaragua aceptara un préstamo y envió funcionarios para asegurarse de que se pagara con los ingresos del gobierno. El país permaneció inestable, y después de otro golpe en 1911 y más disturbios en 1912, Taft envió tropas; aunque la mayoría se retiraron pronto, algunos permanecieron hasta 1933.

###### Panamá
Los tratados entre Panamá, Colombia y los Estados Unidos para resolver las disputas derivadas de la Revolución Panameña de 1903 habían sido firmados por la administración de Roosevelt a principios de 1909, y fueron aprobados por el Senado y también ratificados por Panamá. Sin embargo, Colombia se negó a ratificar los tratados y, después de las elecciones de 1912, Knox ofreció $ 10 millones a los colombianos (luego aumentó a $ 25 millones). Los colombianos sintieron que la cantidad era inadecuada y el asunto no se resolvió bajo la administración de Taft.

##### Asia
Después de haber servido como gobernador de Filipinas, Taft estaba muy interesado en los asuntos de Asia y el Pacífico. Debido al potencial para el comercio y la inversión.

###### China
Taft clasificó el puesto de embajador en China como el más importante en el Servicio Exterior. Knox no estuvo de acuerdo y rechazó la sugerencia de ir a Pekín para ver los hechos sobre el terreno. Taft reemplazó al embajador de Roosevelt allí, William W. Rockhill, por ser desinteresado en el comercio de China, con William J. Calhoun, a quien McKinley y Roosevelt habían enviado en varias misiones extranjeras. Knox no escuchó a Calhoun sobre política y, a menudo, hubo conflictos. Taft y Knox intentaron sin éxito extender la política de puertas abiertas de John Hay a Manchuria.  En 1909, un consorcio liderado por británicos inició negociaciones para financiar un ferrocarril de Hankou a Sichuan. Taft apeló personalmente al Príncipe Regente, Zaifeng, Príncipe Chun, y logró obtener la participación estadounidense en la financiación de los ferrocarriles. Sin embargo, el decreto chino que autorizaba el acuerdo también exigía la nacionalización de las empresas ferroviarias locales en las provincias afectadas. Se pagó una compensación inadecuada a los accionistas, y estas quejas se encontraban entre las que desencadenaron la Revolución China de 1911.
Después de que estalló la revolución, los líderes de la revuelta eligieron a Sun Yat-sen como presidente provisional de lo que se convirtió en la República de China, derrocando a la dinastía Qing, Taft se mostró reacio a reconocer al nuevo gobierno, aunque la opinión pública estadounidense estaba a favor. La Cámara de Representantes de los Estados Unidos en febrero de 1912 aprobó una resolución en apoyo de una república china, pero Taft y Knox sintieron que el reconocimiento debería ser una acción concertada de las potencias occidentales. Taft, en su último mensaje anual al Congreso en diciembre de 1912, indicó que se estaba moviendo hacia el reconocimiento una vez que la república estuviera completamente establecida, pero para entonces había sido derrotado para la reelección y no lo cumplió.

###### Japón
Taft continuó la política contra la inmigración de China y Japón como bajo Roosevelt. Un tratado revisado de amistad y navegación celebrado por EE. UU. y Japón en 1911 otorgó amplios derechos recíprocos a los japoneses en Estados Unidos y a los estadounidenses en Japón, pero se basó en la continuación del Acuerdo de Caballeros. Hubo objeciones en la costa oeste cuando se presentó el tratado al Senado, pero Taft informó a los políticos que no había cambios en la política de inmigración.

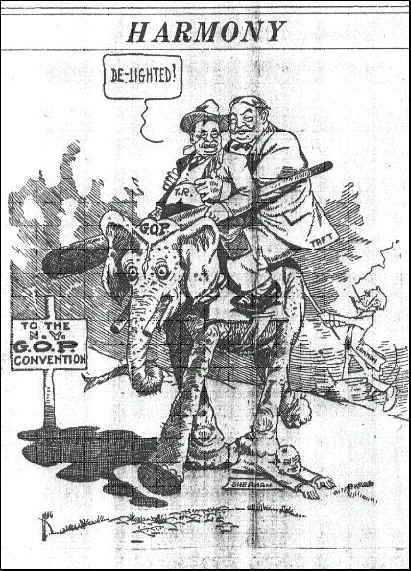
Caricatura política de Estados Unidos antes de las elecciones presidenciales de 1912. Representa al expresidente Roosevelt con el presidente Taft montando el elefante republicano a la convención republicana.

#### Distanciamiento de Roosevelt
Durante los quince meses de retiro voluntario de Roosevelt más allá del Atlántico, desde marzo de 1909 hasta junio de 1910, ninguno de los dos escribió mucho al otro. El  que cada uno esperaba que el otro diera el primer paso para restablecer su relación sobre una nueva base. Tras el regreso triunfal de Roosevelt, Taft lo invitó a quedarse en la Casa Blanca. El expresidente se negó y en cartas privadas a amigos expresó su descontento por el desempeño de Taft. Sin embargo, escribió que esperaba que los republicanos volvieran a nominar a Taft en 1912 y no habló de sí mismo como candidato.
Taft y Roosevelt se encontraron dos veces en 1910; las reuniones, aunque exteriormente cordiales, no mostraron su antigua cercanía. Roosevelt pronunció una serie de discursos en el Oeste americano a fines del verano y principios del otoño de 1910. acusó a los tribunales federales de socavar la democracia, y pidió que se les privara de la facultad de declarar inconstitucional la legislación . Este ataque horrorizó a Taft. Roosevelt pidió la "eliminación de los gastos corporativos con fines políticos, la valoración física de las propiedades ferroviarias, la regulación de las combinaciones industriales, el establecimiento de una comisión arancelaria de exportación, un impuesto sobre la renta graduado", así como "leyes de compensación laboral, legislación estatal y nacional para regular el [trabajo] de mujeres y niños, y publicidad completa de los gastos de campaña". Según John Murphy en su artículo de revista sobre la brecha entre los dos presidentes, "cuando Roosevelt comenzó a moverse hacia la izquierda, Taft viró hacia la derecha".

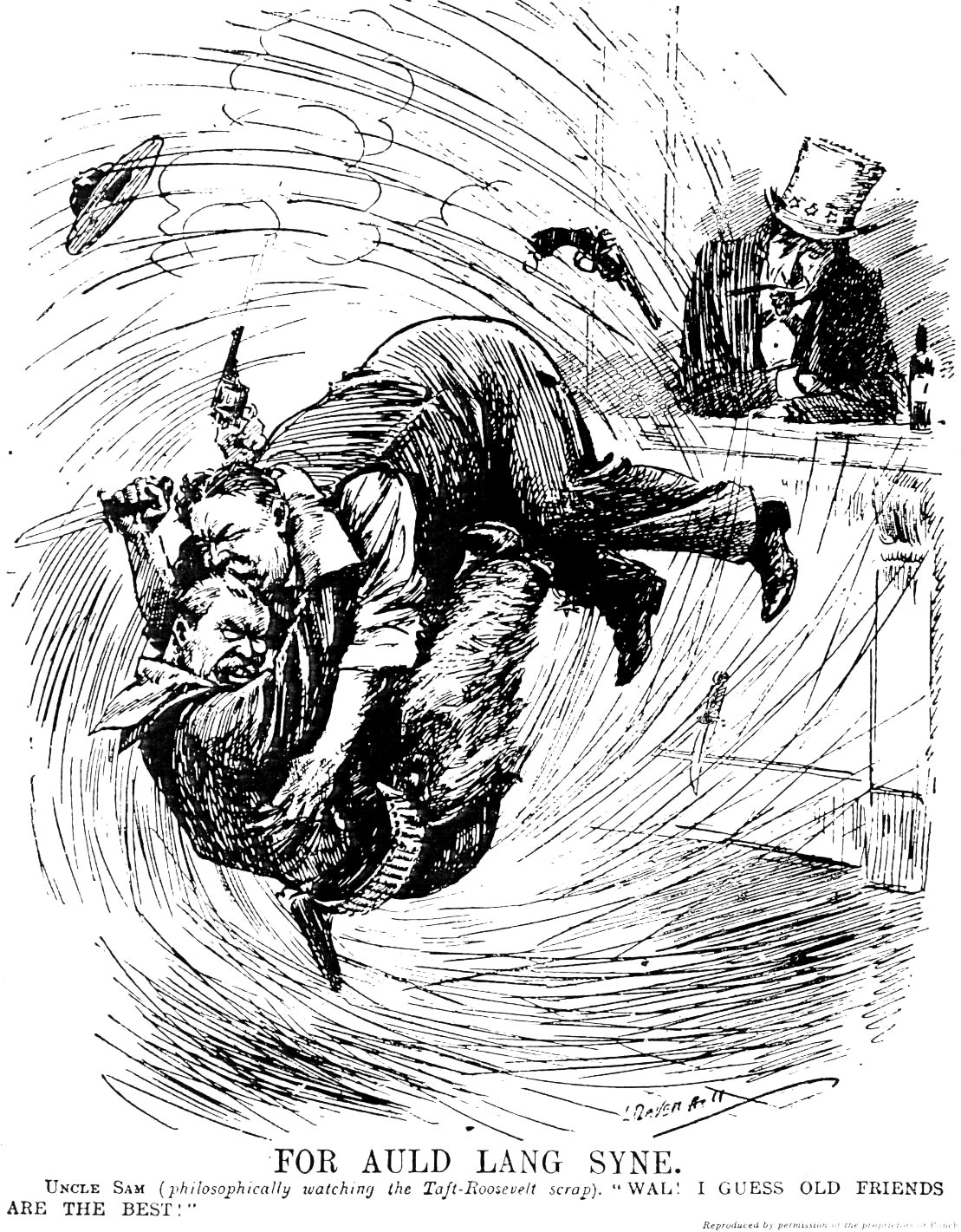
Taft y Roosevelt enemigos políticos en 1912

Durante la campaña electoral de mitad de período de 1910, Roosevelt se involucró en la política del estado de Nueva York, mientras que Taft, con donaciones e influencia, trató de asegurar la elección del candidato republicano a gobernador en Ohio, el ex vicegobernador Warren G. Harding. Los republicanos sufrieron pérdidas en las elecciones de 1910 cuando los demócratas tomaron el control de la Cámara y redujeron la mayoría republicana en el Senado. En Nueva Jersey, el demócrata Woodrow Wilson fue elegido gobernador y Harding perdió su carrera en Ohio. Después de las elecciones, Roosevelt continuó promoviendo ideales progresistas, un nuevo nacionalismo , para consternación de Taft. Roosevelt atacó la administración de su sucesor, argumentando que sus principios rectores no eran los del partido de Lincoln , sino los de la Edad Dorada. La disputa continuó intermitentemente hasta 1911, un año en el que hubo pocas elecciones de importancia. El senador por el estado de Wisconsin, La Follette anunció una candidatura presidencial como republicano y fue respaldado por una convención de progresistas. Roosevelt comenzó a adoptar una posición para postularse a fines de 1911, y escribió que la tradición de que los presidentes no se postulan para un tercer mandato solo se aplica a los mandatos consecutivos.
Roosevelt estaba recibiendo muchas cartas de partidarios que lo instaban a postularse, y los funcionarios republicanos se estaban organizando en su nombre. Obstaculizado por muchas políticas por parte de un Congreso y tribunales reacios durante su mandato completo en la Casa Blanca, vio manifestaciones de apoyo público que creía que lo llevarían a la Casa Blanca con un mandato de políticas progresistas que no tolerarían oposición.  En febrero, Roosevelt anunció que aceptaría la nominación republicana si se le ofrecía. Taft sintió que si perdía en noviembre, sería un repudio al partido, pero si perdía la reelección, sería un rechazo a sí mismo.

#### Elecciones presidenciales de 1912

##### Nominación

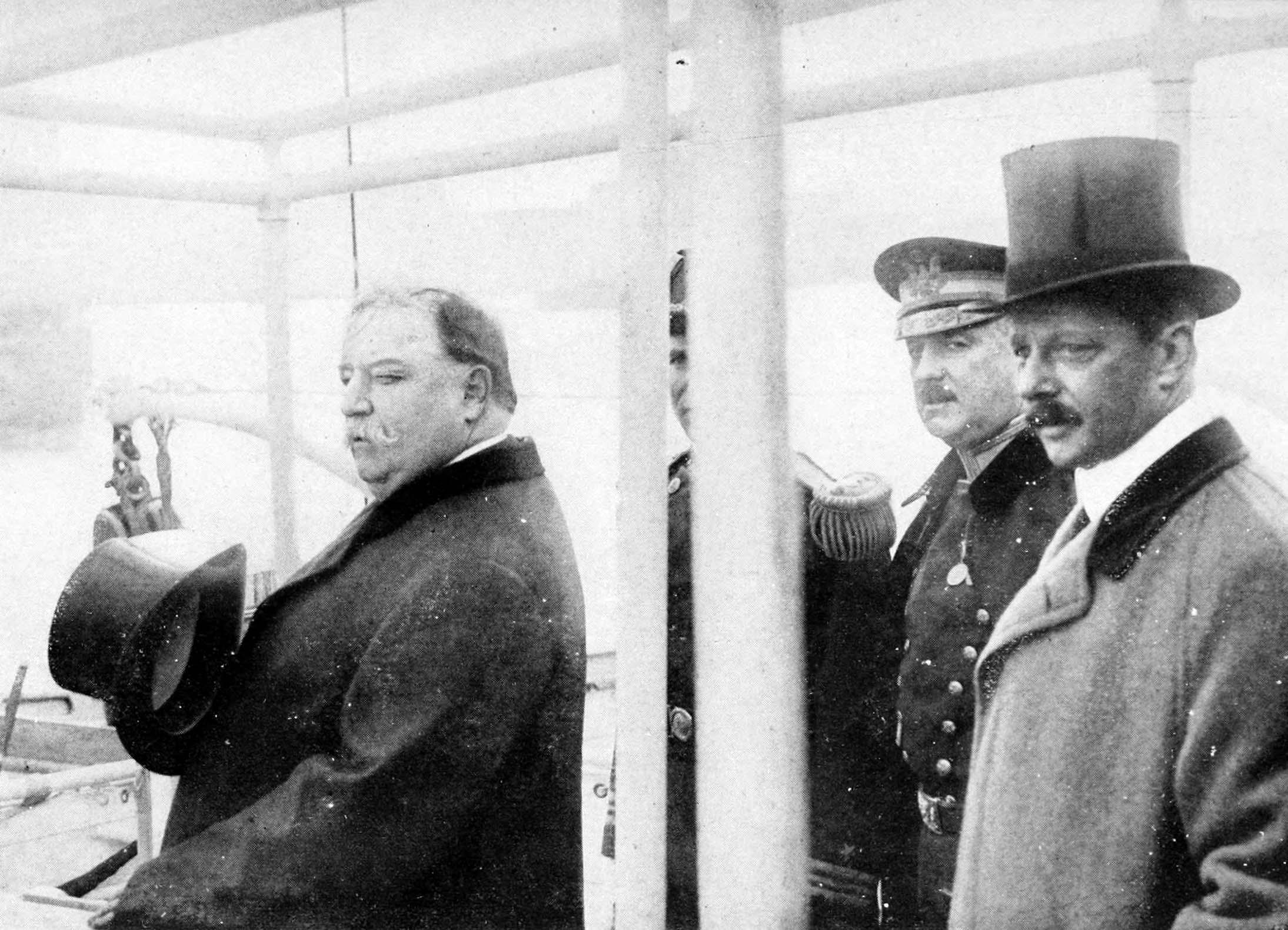
Taft con su asesor Archibald Butt.

A medida que Roosevelt se volvió más radical en su progresismo, Taft se endureció en su determinación de lograr la reelección, ya que estaba convencido de que los progresistas amenazaban los cimientos mismos del gobierno. Un golpe para Taft fue la pérdida de Archibald Butt, uno de los últimos vínculos entre los presidentes anterior y actual, ya que Butt había servido anteriormente a Roosevelt. Ambivalente entre sus lealtades, Butt se fue de vacaciones a Europa y terminó muriendo en el hundimiento del RMS Titanic.

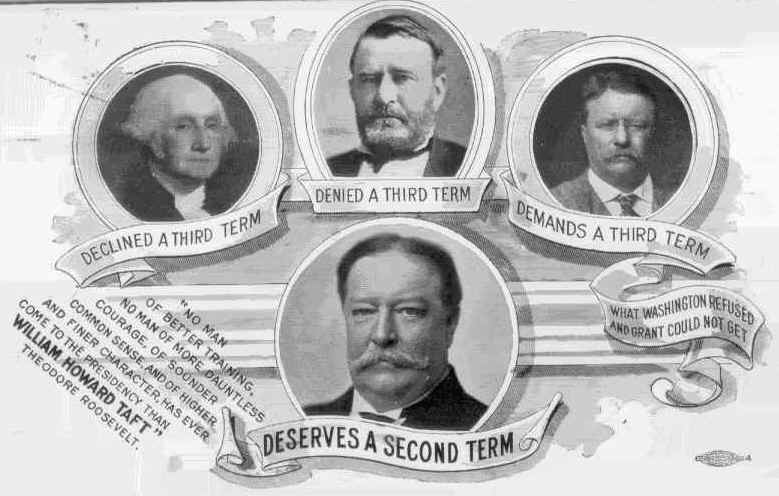
Anuncio de campaña argumentando que Taft merecía un segundo mandato

Roosevelt dominó las primarias, ganando 278 de los 362 delegados a la Convención Nacional Republicana en Chicago. Taft tenía el control de la maquinaria del partido, y no fue una sorpresa que obtuviera la mayor parte de los delegados decisivos en convenciones distritales o estatales. Taft no tenía una mayoría, pero era probable que la tuviera una vez que las delegaciones del sur se comprometieran con él. Roosevelt impugnó la elección de estos delegados, pero el RNC anuló la mayoría de las objeciones. La única oportunidad que le quedaba a Roosevelt era por medio de un presidente de convención que fuese amistoso, que podría tomar decisiones sobre los asientos de los delegados que favorecían a su lado de la nominación. Taft siguió la costumbre y se quedó en Washington, pero Roosevelt fue a Chicago para dirigir su campaña.
Taft se había ganado a Root, quien accedió a postularse para presidente temporal de la convención, y los delegados eligieron a Root sobre el candidato de Roosevelt. Las fuerzas de Roosevelt se movieron para sustituir a los delegados que apoyaban por los que argumentaban que no deberían sentarse. Root tomó una decisión crucial, que aunque los delegados en disputa no podían votar en sus propios asientos, podían votar en los otros delegados en disputa, una decisión que aseguró la nominación de Taft, ya que fracasó la moción ofrecida por las fuerzas de Roosevelt. Cuando quedó claro que Roosevelt abandonaría el partido si no era nominado, algunos republicanos buscaron un candidato de compromiso para evitar el desastre electoral.Warren Harding colocó el nombre de Taft en la nominación, cuyos intentos de elogiar a Taft y unificar el partido se encontraron con enojadas interrupciones por parte de los progresistas. Taft fue nominado en la primera votación, aunque la mayoría de los delegados de Roosevelt se negaron a votar.

##### Elecciones generales
Alegando que Taft había robado la nominación, Roosevelt y sus seguidores formaron el Partido Progresista. Taft sabía que perdería, pero concluyó que a través de la derrota de Roosevelt en Chicago, el partido se había conservado como "el defensor del gobierno conservador y las instituciones conservadoras". Hizo su carrera condenada al fracaso para preservar el control conservador del Partido Republicano. El gobernador Woodrow Wilson fue el candidato demócrata. Al ver a Roosevelt como la mayor amenaza electoral, Wilson dedicó poco tiempo a atacar a Taft, argumentando que Roosevelt había sido tibio al oponerse a los fideicomisos durante su presidencia y que Wilson era el verdadero reformador. Taft contrastó lo que llamó su "conservadurismo progresista" con la democracia progresista de Roosevelt, que para Taft representaba "el establecimiento de un despotismo benevolente".

Voto electoral por estado, 1912. Los estados ganados por Taft están en rojo.

Volviendo a la costumbre anterior a 1888 de que los presidentes que buscaban la reelección no hacían campaña, Taft habló públicamente solo una vez y pronunció su discurso de aceptación de la nominación el 1 de agosto. Tuvo desde un principio dificultades para financiar la campaña, ya que muchos industriales habían llegado a la conclusión de que no podía ganar, y que por ende apoyaría a Wilson para bloquear a la candidatura progresista de Roosevelt. El presidente emitió una declaración confiada en septiembre después de que los republicanos ganaran por poco las elecciones estatales de Vermont en una lucha a tres bandas, pero no se hacía ilusiones de que ganaría su carrera. Tenía la esperanza de enviar a los funcionarios de su gabinete a la campaña electoral, pero los encontró reacios a ir. El Senador Root accedió a dar un solo discurso por él.
El vicepresidente Sherman había sido nominado nuevamente en Chicago; gravemente enfermo durante la campaña, murió seis días antes de las elecciones, Sherman fue el último vicepresidente de los Estados Unidos que murió estando ejerciendo en el cargo. Fue reemplazado en la candidatura por el presidente de la Universidad de Columbia, Nicholas Murray Butler. Pero pocos electores eligieron a la fórmula Taft y Butler, quienes ganaron solo en Utah y Vermont, por un total de ocho votos electorales. Roosevelt ganó 88 y Wilson 435. Wilson ganó con una pluralidad, no una mayoría, del voto popular. Taft terminó con poco menos de 3,5 millones, más de 600.000 menos que el expresidente. Por un fraude electoral Taft no estaba en la boleta electoral en California, debido a las acciones de los progresistas locales, ni en Dakota del Sur.

### Universidad de Yale (1913-1921)
Sin pensión o ninguna otra compensación que esperar del gobierno después de dejar la Casa Blanca, Taft contempló regresar a la práctica de la abogacía, de la cual había estado ausente durante mucho tiempo. Dado que Taft había designado a muchos jueces federales, incluida la mayoría de la Corte Suprema, esto plantearía cuestiones de conflicto de intereses en cada comparecencia ante el tribunal federal y se salvó de esto gracias a una oferta para que se convirtiera en profesor de derecho e historia jurídica en la Facultad de Derecho de Yale. Aceptó y, después de un mes de vacaciones en Georgia, llegó a New Haven el 1 de abril de 1913 para recibir una entusiasta recepción por parte de la comunidad universitaria. Como era demasiado tarde en el semestre para dar un curso académico, preparó ocho conferencias sobre "Cuestiones del gobierno moderno", que pronunció en mayo del mismo año. Ganaba dinero con discursos pagados y con artículos para revistas, y terminaría sus ocho años fuera del cargo aumentando sus ahorros. Mientras estaba en Yale, escribió el tratado Our Chief Magistrate and His Powers (1916).

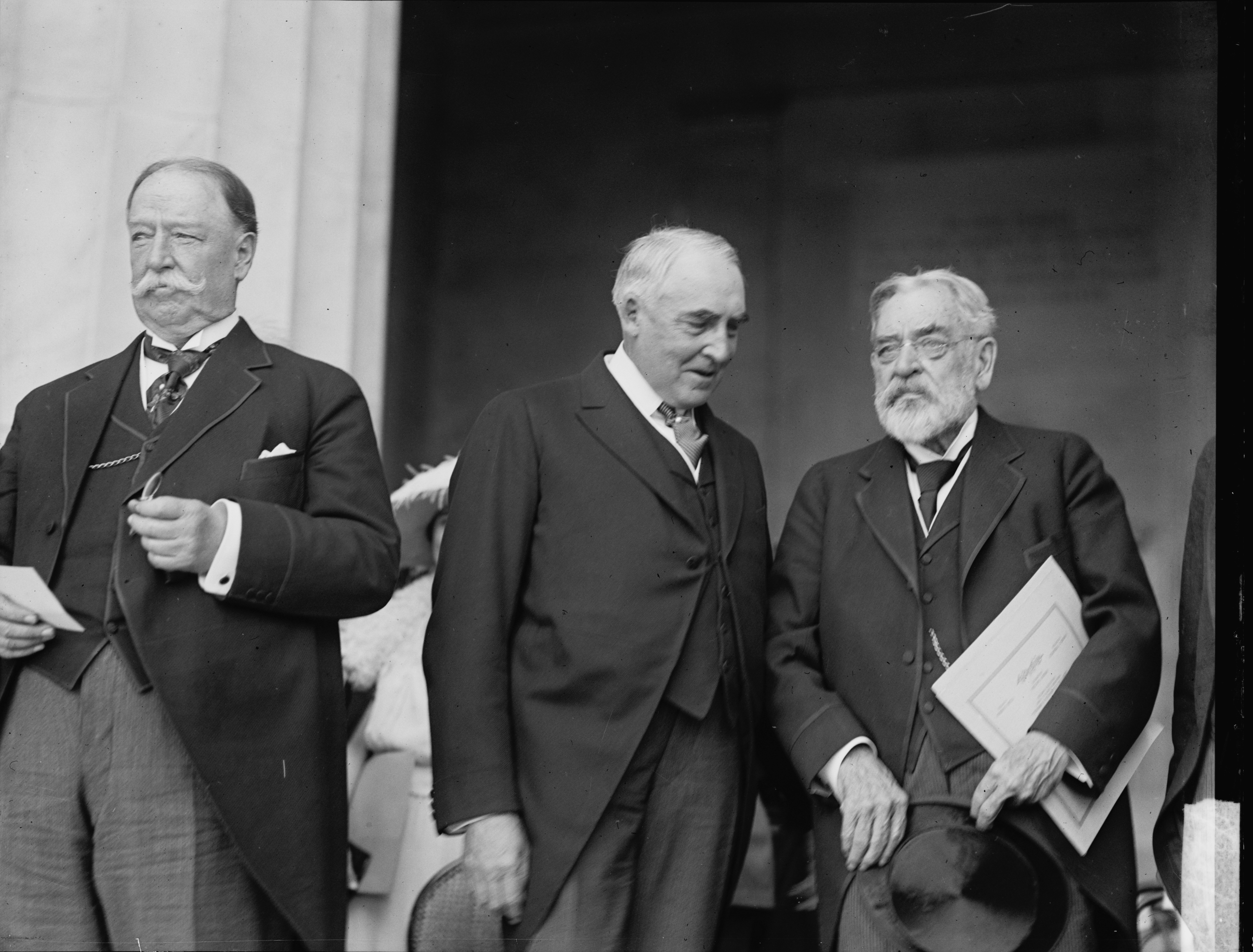
Taft (izquierda) con el presidente Warren G. Harding y Robert Lincoln en la dedicación del Lincoln Memorial, 30 de mayo de 1922.

Taft había sido nombrado presidente de la Comisión del Monumento a Lincoln mientras aún ocupaba el cargo; cuando los demócratas propusieron destituirlo por uno de su partido, bromeó diciendo que, a diferencia de perder la presidencia, tal destitución sería perjudicial. El arquitecto, Henry Bacon, quería usar mármol de Colorado-Yule, mientras que los demócratas del sur instaron a usar mármol de Georgia. Taft presionó por la piedra occidental y el asunto se presentó a la Comisión de Bellas Artes, que apoyó a Taft y Bacon. El proyecto siguió adelante; Taft dedicaría el Monumento a Lincoln como presidente del Tribunal Supremo en 1922. En 1913, Taft fue elegido para un período de un año como presidente de la American Bar Association.(ABA), un grupo comercial de abogados. Eliminó de los comités a opositores, como Louis Brandeis y el decano de la Facultad de Derecho de la Universidad de Pensilvania, William Draper Lewis (partidario del Partido Progresista).
Taft mantuvo una relación cordial con Wilson. El expresidente criticó en privado a su sucesor en una serie de cuestiones, pero dio a conocer públicamente sus puntos de vista solo sobre la política filipina. Taft se horrorizó cuando, después de la muerte del juez Lamar en enero de 1916, Wilson nominó a Brandeis, a quien el expresidente nunca perdonó por su papel en el asunto Ballinger-Pinchot. Cuando las audiencias no condujeron a nada desacreditable sobre Brandeis, Taft intervino con una carta firmada por él mismo y otros expresidentes de la ABA, en la que afirmaba que Brandeis no estaba en condiciones de servir en la Corte Suprema. Sin embargo, el Senado controlado por los demócratas confirmó a Brandeis. Taft y Roosevelt permanecieron peleados entre ellos; se encontraron solo una vez en los primeros tres años de la presidencia de Wilson, en un funeral en Yale. Hablaron sólo un momento, cortés pero formalmente.
Como presidente de la Liga para Hacer Cumplir la Paz , Taft esperaba evitar la guerra a través de una asociación internacional de naciones. Con la Primera Guerra Mundial en Europa, Taft envió a Wilson una nota de apoyo a su política exterior en 1915. El presidente Wilson aceptó la invitación de Taft para dirigirse a la liga y habló en mayo de 1916 de una organización internacional de posguerra que podría evitar una repetición. Taft apoyó el esfuerzo por lograr que el juez Hughes renuncie al cargo y acepte la nominación presidencial republicana. Una vez hecho esto, Hughes intentó que Roosevelt y Taft se reconciliaran, ya que se necesitaba un esfuerzo conjunto para derrotar a Wilson. Esto ocurrió el 3 de octubre en Nueva York, pero Roosevelt solo permitió un apretón de manos y no se intercambiaron palabras. Esta fue una de las muchas dificultades para los republicanos en la campaña, y Wilson ganó la reelección por poco.
En marzo de 1917, Taft demostró el apoyo público al esfuerzo de guerra al unirse a la Guardia Estatal de Connecticut, una fuerza de defensa estatal organizada para llevar a cabo las funciones estatales mientras la Guardia Nacional estaba en servicio activo. Cuando Wilson pidió al Congreso que declarara la guerra a Alemania en abril de 1917, Taft fue un partidario entusiasta; fue presidente del comité ejecutivo de la Cruz Roja Estadounidense, que ocupó gran parte del tiempo del expresidente. En agosto de 1917, Wilson otorgó títulos militares a los ejecutivos de la Cruz Roja como una forma de brindarles autoridad adicional para usar en el desempeño de sus responsabilidades en tiempos de guerra, y Taft fue designado mayor general.
Durante la Primera Guerra Mundial, Taft se despidió de Yale para servir como copresidente de la Junta Nacional de Trabajo de Guerra , encargada de asegurar las buenas relaciones entre los propietarios de la industria y sus trabajadores. En febrero de 1918, el nuevo presidente de la RNC, Will H. Hays , se acercó a Taft en busca de su reconciliación con Roosevelt. Mientras estaba en Palmer House en Chicago, Taft escuchó que Roosevelt estaba cenando allí, y después de que él entró, los dos hombres se abrazaron entre los aplausos de la sala, pero la relación no progresó; Roosevelt murió en enero de 1919. Taft escribió más tarde: "Si hubiera muerto en un estado mental hostil hacia mí, habría llorado el hecho toda mi vida. Siempre lo amé y atesoro su memoria".
Cuando Wilson propuso el establecimiento de una Sociedad de Naciones, Taft expresó su apoyo público. Era el líder del ala activista de su partido y se le opuso un pequeño grupo de senadores que se oponían enérgicamente a la Liga. El cambio de rumbo de Taft sobre si las reservas sobre el Tratado de Versalles eran necesarias enfureció a ambas partes, lo que provocó que algunos republicanos lo llamaran partidario de Wilson y traidor a su partido. El Senado se negó a ratificar el pacto de Versalles.

### Presidente del Tribunal Supremo (1921-1930)

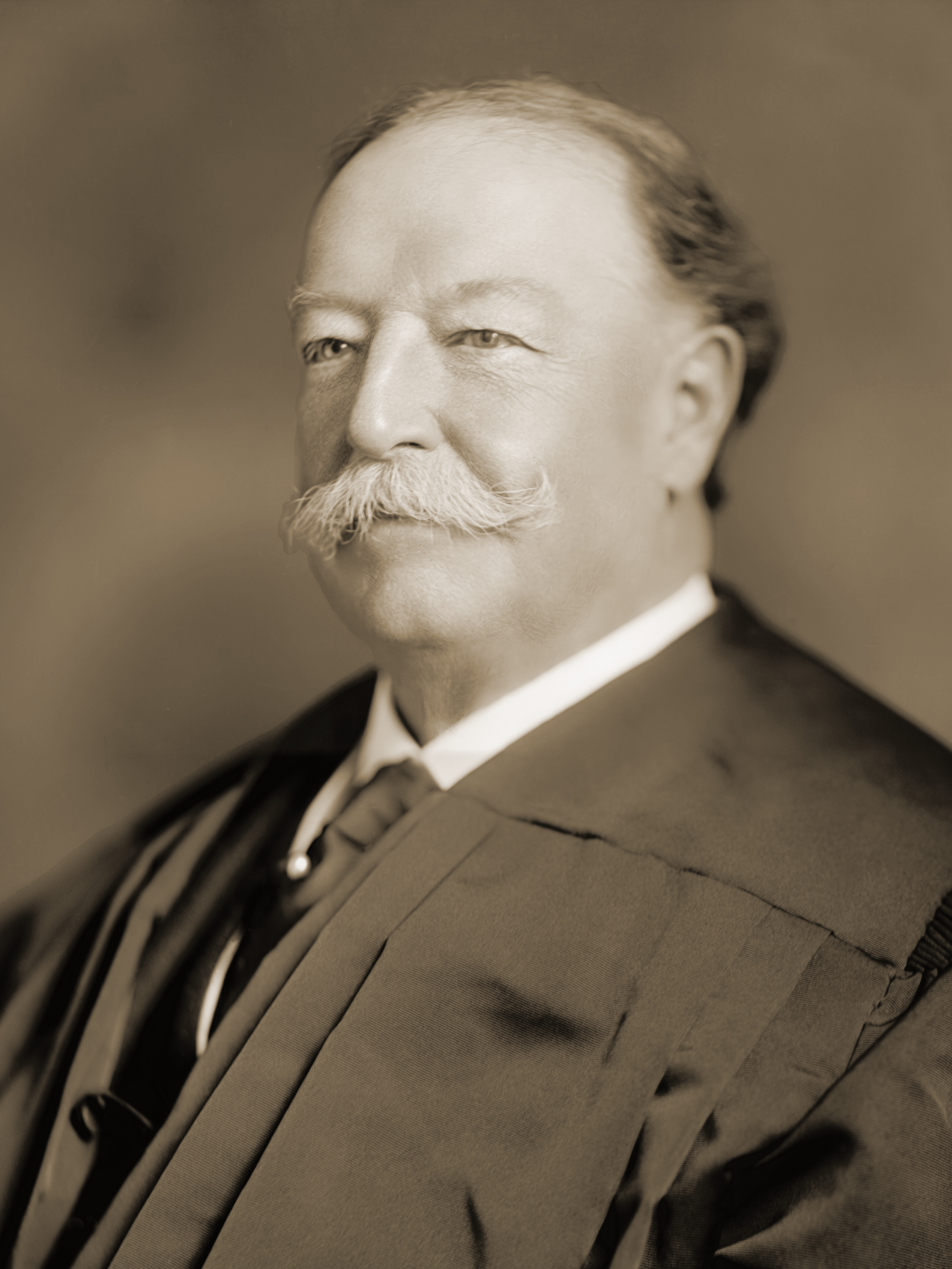
Presidente del Tribunal Supremo de Estados Unidos Taft, 1921

Durante la campaña electoral de 1920, Taft apoyó la candidatura republicana de Warren G. Harding, entonces senador y del gobernador de Massachusetts, Calvin Coolidge; fueron elegidos. Taft fue uno de los invitados a ir a la casa del presidente electo en Marion, Ohio, para asesorarlo sobre los nombramientos, y los dos hombres consultaron allí el 24 de diciembre de 1920. Según el relato posterior de Taft, después de una conversación, Harding preguntó casualmente si Taft aceptaría el nombramiento en la Corte Suprema; si Taft lo hiciera, Harding lo nombraría. Taft tenía una condición para Harding: habiendo servido como presidente y habiendo designado a dos de los jueces asociados actuales y opuesto a Brandeis, solo podía aceptar el puesto de presidente del Tribunal Supremo. Harding no respondió y Taft en una nota de agradecimiento reiteró la condición y afirmó que el presidente del Tribunal Supremo White le había dicho a menudo que mantendría el puesto de Taft hasta que un republicano ocupara la Casa Blanca. En enero de 1921, Taft escuchó a través de intermediarios que Harding planeaba nombrarlo, si tuviera la oportunidad.
Para entonces, White tenía problemas de salud, pero no hizo ningún movimiento para renunciar cuando Harding prestó juramento el 4 de marzo de 1921. Taft visitó al presidente del Tribunal Supremo el 26 de marzo y encontró a White enfermo, pero aún continuaba con su trabajo y no habló de jubilarse. White no se retiró, muriendo en el cargo el 19 de mayo de 1921. Taft rindió homenaje al hombre que había designado para el asiento central y esperó y se preocupó si sería el sucesor de White. A pesar de la especulación generalizada de que Taft sería la elección, Harding no hizo un anuncio rápido. Taft estaba cabildeando por sí mismo entre bastidores, especialmente con los políticos de Ohio que formaban el círculo íntimo de Harding.
Más tarde se supo que Harding también le había prometido al exsenador de Utah George Sutherland un asiento en la Corte Suprema y esperaba que otro lugar quedara vacante. Harding también estaba considerando una propuesta del juez William R. Day para coronar su carrera siendo presidente del Tribunal Supremo durante seis meses antes de jubilarse. Taft sintió, cuando se enteró de este plan, que un nombramiento a corto plazo no sería bueno para el cargo y que, una vez confirmado por el Senado, el recuerdo de Day se oscurecería. Después de que Harding rechazó el plan de Day, el fiscal general Harry Daugherty, que apoyó la candidatura de Taft, lo instó a ocupar la vacante y nombró a Taft como presidente el 30 de junio de 1921. El Senado confirmó a Taft el mismo día, 61–4, sin ninguna audiencia de comité y después de un breve debate en la sesión ejecutiva. Taft atrajo las objeciones de tres republicanos progresistas y un demócrata sureño, los republicanos eran Hiram Johnson de California, William E. Borah de Idaho y La Follette de Wisconsin. El demócrata fue Thomas E. Watson de Georgia. Cuando prestó juramento el 11 de julio, se convirtió en la primera y hasta la fecha única persona en servir como presidente de Estados Unidos y presidente del Tribunal Supremo del mismo país.

#### Cláusula de comercio
La Corte Suprema bajo Taft compiló un registro conservador en la jurisprudencia de la Cláusula de Comercio . Esto tuvo el efecto práctico de dificultar que el gobierno federal regulara la industria, y el Tribunal de Taft también echó por tierra muchas leyes estatales. El Congreso intentó poner fin al trabajo infantil mediante la imposición de un impuesto a ciertas corporaciones que hacían uso de él. Esa ley fue anulada por la Corte Suprema en 1922 en Bailey v. Drexel Furniture Co., y Taft escribió la opinión de la corte para una mayoría de 8 a 1. Sostuvo que el impuesto no estaba destinado a aumentar los ingresos, sino que era un intento de regular asuntos reservados a los estados bajo la Décima Enmienda, y que permitir tal impuesto eliminaría el poder de los estados. Un caso en el que Taft y su tribunal confirmaron la regulación federal fue Stafford v. Wallace. Taft dictaminó por una mayoría de 7 a 1 que el procesamiento de animales en los corrales estaba tan estrechamente relacionado con el comercio interestatal como para incluirlo dentro del ámbito del poder de regulación del Congreso.
Un caso en el que el Tribunal de Taft anuló la regulación que generó una disidencia del presidente del Tribunal Supremo fue Adkins v. Children's Hospital.  El Congreso había decretado un salario mínimo para las mujeres en el Distrito de Columbia. Una mayoría de 5 a 3 de la Corte Suprema lo anuló. El juez Sutherland escribió para la mayoría que la Decimonovena Enmienda recientemente ratificada, que garantiza el voto de las mujeres, significaba que los sexos eran iguales en lo que respecta al poder de negociación sobre las condiciones de trabajo; Taft, en desacuerdo, consideró esto poco realista. La disidencia de Taft en Adkins fue rara tanto porque fue autor de pocas disidencias como porque fue una de las pocas veces en que adoptó una visión expansiva del poder policial del gobierno.

#### Poderes del gobierno
En 1922, Taft falló por unanimidad en Balzac v. Porto Rico., Balzac involucró a un editor de un periódico de Puerto Rico que fue procesado por difamación pero se le negó un juicio con jurado, una protección de la Sexta Enmienda bajo la constitución. Taft sostuvo que, dado que Puerto Rico no era un territorio designado para la estadidad, solo se aplicarían a sus residentes las protecciones constitucionales que decretara el Congreso.

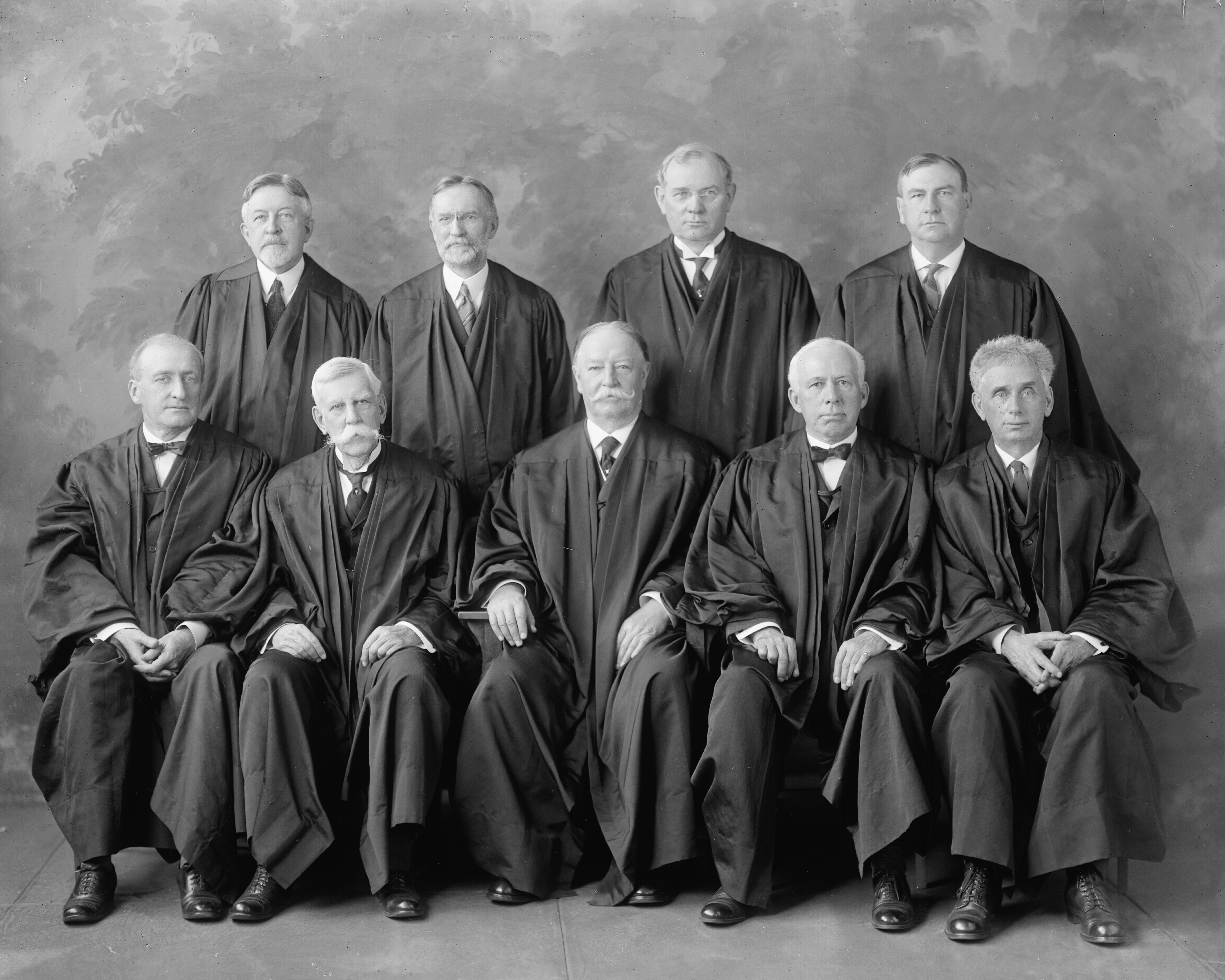
La Corte Suprema de EE. UU. en 1925. Taft está sentado en la fila inferior, en el medio.

En 1926, Taft escribió para una mayoría de 6 a 3 en Myers v. Estados Unidos., que el Congreso no podía exigir que el presidente obtuviera la aprobación del Senado antes de destituir a una persona designada. Taft señaló que no hay ninguna restricción del poder del presidente para destituir funcionarios en la Constitución. Aunque Myers implicaba la destitución de un jefe de correos, Taft, en su opinión, consideró inválida la Ley de permanencia en el cargo derogada , por cuya violación su predecesor presidencial, Andrew Johnson , había sido acusado , aunque absuelto por el Senado.
Al año siguiente, el tribunal decidió McGrain v. Daugherty.. Un comité del Congreso que investigaba la posible complicidad del exfiscal general Daugherty en el escándalo de Teapot Dome solicitó los registros de su hermano, Mally, quien se negó a proporcionarlos, alegando que el Congreso no tenía poder para obtener documentos de él. Van Devanter falló a favor de una corte unánime en su contra y encontró que el Congreso tenía la autoridad para realizar investigaciones como auxiliar de su función legislativa.

#### Derechos individuales y civiles
En 1925, el Tribunal Taft sentó las bases para la incorporación de muchas de las garantías de la Declaración de Derechos que se aplicarían contra los estados a través de la Decimocuarta Enmienda. En Gitlow v. New York, la Corte, por una votación de 6 a 2 con Taft en la mayoría, confirmó la condena de Gitlow por cargos de anarquía criminal por defender el derrocamiento del gobierno; su defensa fue la libertad de expresión. El juez Edward T. Sanford escribió la opinión de la Corte, y tanto la mayoría como la minoría asumieron que la Libertad de expresión y la libertad de prensa de la Primera Enmienda las cláusulas estaban protegidas contra la infracción por parte de los estados.
Pierce v. Society of Sisters fue una decisión de 1925 del Tribunal de Taft que anuló una ley de Oregón que prohibía las escuelas privadas. En una decisión escrita por el juez James C. McReynolds, un tribunal unánime sostuvo que Oregón podía regular las escuelas privadas, pero no eliminarlas. El resultado apoyó el derecho de los padres a controlar la educación de sus hijos, pero también, dado que el demandante principal (la sociedad) dirigía las escuelas católicas, asestó un golpe a la libertad religiosa.
Estados Unidos v. Lanza fue uno de una serie de casos relacionados con la prohibición del alcohol. Lanza cometió actos supuestamente en violación de las leyes estatales y federales, y primero fue condenado en un tribunal del estado de Washington y luego procesado en un tribunal de distrito federal. Alegó que la segunda acusación violó la cláusula de doble enjuiciamiento de la Quinta Enmienda. Taft, por unanimidad del tribunal, permitió el segundo enjuiciamiento, sosteniendo que los gobiernos estatal y federal eran soberanos duales, cada uno facultado para enjuiciar la conducta en cuestión.
En el caso de 1927 Lum v. Rice,  Taft escribió para una Corte unánime que incluía a los liberales Holmes, Brandeis y Stone. El fallo sostuvo que la exclusión por motivos de raza de un niño de ascendencia china de una escuela pública solo para blancos no violaba la Decimocuarta Enmienda a la Constitución de los Estados Unidos. Esto permitió a los estados extender la segregación en las escuelas públicas a los estudiantes chinos.

#### Influencia política

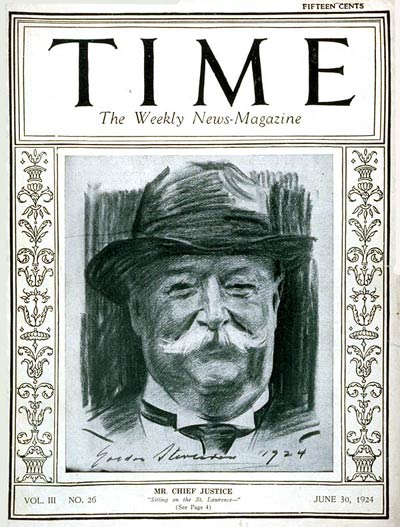
Portada de Time, 30 de junio de 1924

Taft ejerció el poder de su cargo para influir en las decisiones de sus colegas, instando a la unanimidad y desalentando la disidencia. Alpheus Mason, en su artículo sobre el presidente del Tribunal Supremo Taft para el American Bar Association Journal, contrastó la visión expansiva de Taft sobre el papel del presidente del Tribunal Supremo con la visión estrecha del poder presidencial que asumió mientras ocupaba ese cargo. Taft no vio nada malo en dar a conocer a la Casa Blanca sus puntos de vista sobre posibles nombramientos en la Corte, y le molestó que lo criticaran en la prensa. Inicialmente fue un firme partidario del presidente Coolidge después de la muerte de Harding en 1923, pero se desilusionó con los nombramientos de Coolidge.  Taft aconsejó a los presidentes republicanos en el cargo mientras era presidente del Tribunal Supremo que evitaran nombramientos "fuera de juego" como Brandeis y Holmes.
Creyendo que el presidente del Tribunal Supremo debería ser responsable de los tribunales federales, Taft sintió que debería tener un personal administrativo para ayudarlo, y que el presidente del Tribunal Supremo debería estar facultado para reasignar temporalmente a los jueces. Cuando el Congreso se reunió en diciembre de 1921, se presentó un proyecto de ley para 24 nuevos jueces, para facultar al Presidente del Tribunal Supremo a mover jueces temporalmente para eliminar las demoras y para que presida un cuerpo compuesto por el juez de apelación superior de cada circuito. El Congreso se opuso a algunos aspectos, requiriendo que Taft obtuviera el acuerdo del juez superior de cada circuito involucrado antes de asignar un juez, pero aprobó el proyecto de ley en septiembre de 1922 y la Conferencia Judicial de Jueces Superiores de Circuito celebró su primera reunión ese diciembre.
Cuando Taft fue elegido presidente del Tribunal Supremo, el Tribunal no tenía su propio edificio y se reunía en el Capitolio. Sus oficinas estaban desordenadas y abarrotadas, pero Fuller y White se habían opuesto a las propuestas de trasladar la Corte a su propio edificio. En 1925, Taft comenzó una lucha para conseguir un edificio para la Corte, y dos años después, el Congreso asignó dinero para comprar el terreno, en el lado sur del Capitolio. Cass Gilbert había preparado planos para el edificio y fue contratado por el gobierno como arquitecto. Taft esperaba que la Corte se mudara al nuevo edificio , pero no lo hizo hasta 1935, después de la muerte de Taft.

### Muerte
Taft es recordado como el presidente más pesado de la historia de Estados Unidos; medía 1,80 m (5 pies y 11 pulgadas) de alto y su peso alcanzó un máximo de 152 a 154 kg (335 a 340 libras) hacia el final de su presidencia, Cuando Taft se convirtió en presidente del Tribunal Supremo en 1921, su salud comenzaba a deteriorarse y planeó cuidadosamente un régimen de ejercicios, caminando 3 millas (4,8 km) desde su casa hasta el Capitolio todos los días. Cuando regresaba, normalmente iba por Connecticut Avenue y usaba un cruce particular sobre Rock Creek. Después de su muerte, el cruce recibió el nombre de Puente Taft.

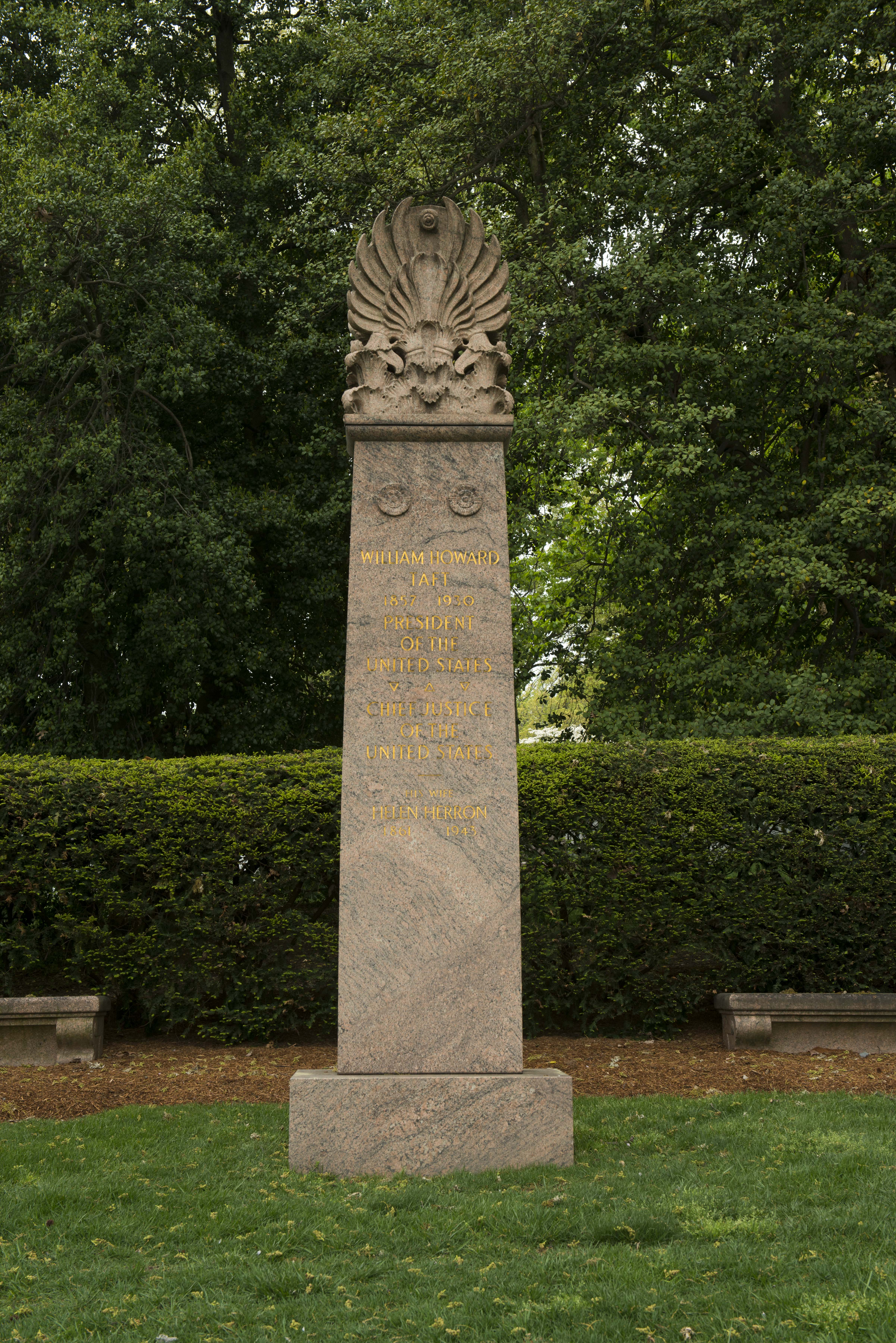
Lápida de Taft en el Cementerio Nacional de Arlington.

Su salud se deterioró gradualmente durante la casi década de su cargo de presidente del Tribunal Supremo. Preocupado de que si se retiraba, su reemplazo sería elegido por el presidente Herbert Hoover, a quien consideraba demasiado progresista, le escribió a su hermano Horace en 1929: "Soy mayor y más lento, menos agudo y más confuso. Sin embargo, mientras las cosas continúen como lo son, y puedo responder en mi lugar, debo quedarme en la cancha para evitar que los bolcheviques tomen el control".
Taft insistió en ir a Cincinnati para asistir al funeral de su hermano Charles, quien murió el 31 de diciembre de 1929; la tensión no mejoró su propia salud. Cuando el tribunal volvió a reunirse el 6 de enero de 1930, Taft no había regresado a Washington, y Van Devanter emitió dos opiniones que Taft había redactado pero que no había podido completar debido a su enfermedad. Taft fue a Asheville, Carolina del Norte , a descansar, pero a finales de enero apenas podía hablar y alucinaba.Taft temía que Stone fuera nombrado presidente del Tribunal Supremo; no renunció hasta que Hoover le aseguró que elegiría a Charles Evans Hughes. Taft renunció como presidente del Tribunal Supremo el 3 de febrero de 1930. Al regresar a Washington después de su renuncia, Taft apenas tenía la fuerza física o emocional suficiente para firmar una respuesta a una carta de homenaje de los ocho jueces asociados. Murió en su casa en Washington D. C., el 8 de marzo de 1930, a los 72 años, probablemente de una enfermedad cardíaca, inflamación del hígado y presión arterial alta.
La capilla ardiente de Taft fue instalada en la rotonda del Capitolio de los Estados Unidos. El 11 de marzo, se convirtió en el primer presidente y primer miembro de la Corte Suprema en ser enterrado en el Cementerio Nacional de Arlington, en Virginia.